# 1993
Portal Geschichte | Portal Biografien | Aktuelle Ereignisse | Jahreskalender | Tagesartikel

◄ |
19. Jahrhundert |
20. Jahrhundert
| 21. Jahrhundert

◄ |
1960er |
1970er |
1980er |
1990er
| 2000er | 2010er | 2020er | ►

◄◄ |
◄ |
1989 |
1990 |
1991 |
1992 |
1993
| 1994 | 1995 | 1996 | 1997 | ► | ►►
 Jan.
| Feb.
| Mär.
| Apr.
| Mai
| Jun.
| Jul.
| Aug.
| Sep.
| Okt.
| Nov.
| Dez.
Staatsoberhäupter · Wahlen · Nekrolog  · Literaturjahr · Musikjahr · Filmjahr · Rundfunkjahr · Sportjahr
| Januar | Januar | Januar | Januar | Januar | Januar | Januar | Januar |
| Kw     | Mo     | Di     | Mi     | Do     | Fr     | Sa     | So     |
| ------ | ------ | ------ | ------ | ------ | ------ | ------ | ------ |
| 53     |        |        |        |        | 1      | 2      | 3      |
| 1      | 4      | 5      | 6      | 7      | 8      | 9      | 10     |
| 2      | 11     | 12     | 13     | 14     | 15     | 16     | 17     |
| 3      | 18     | 19     | 20     | 21     | 22     | 23     | 24     |
| 4      | 25     | 26     | 27     | 28     | 29     | 30     | 31     |

| Februar | Februar | Februar | Februar | Februar | Februar | Februar | Februar |
| Kw      | Mo      | Di      | Mi      | Do      | Fr      | Sa      | So      |
| ------- | ------- | ------- | ------- | ------- | ------- | ------- | ------- |
| 5       | 1       | 2       | 3       | 4       | 5       | 6       | 7       |
| 6       | 8       | 9       | 10      | 11      | 12      | 13      | 14      |
| 7       | 15      | 16      | 17      | 18      | 19      | 20      | 21      |
| 8       | 22      | 23      | 24      | 25      | 26      | 27      | 28      |

| März | März | März | März | März | März | März | März |
| Kw   | Mo   | Di   | Mi   | Do   | Fr   | Sa   | So   |
| ---- | ---- | ---- | ---- | ---- | ---- | ---- | ---- |
| 9    | 1    | 2    | 3    | 4    | 5    | 6    | 7    |
| 10   | 8    | 9    | 10   | 11   | 12   | 13   | 14   |
| 11   | 15   | 16   | 17   | 18   | 19   | 20   | 21   |
| 12   | 22   | 23   | 24   | 25   | 26   | 27   | 28   |
| 13   | 29   | 30   | 31   |      |      |      |      |

| April | April | April | April | April | April | April | April |
| Kw    | Mo    | Di    | Mi    | Do    | Fr    | Sa    | So    |
| ----- | ----- | ----- | ----- | ----- | ----- | ----- | ----- |
| 13    |       |       |       | 1     | 2     | 3     | 4     |
| 14    | 5     | 6     | 7     | 8     | 9     | 10    | 11    |
| 15    | 12    | 13    | 14    | 15    | 16    | 17    | 18    |
| 16    | 19    | 20    | 21    | 22    | 23    | 24    | 25    |
| 17    | 26    | 27    | 28    | 29    | 30    |       |       |

| Mai | Mai | Mai | Mai | Mai | Mai | Mai | Mai |
| Kw  | Mo  | Di  | Mi  | Do  | Fr  | Sa  | So  |
| --- | --- | --- | --- | --- | --- | --- | --- |
| 17  |     |     |     |     |     | 1   | 2   |
| 18  | 3   | 4   | 5   | 6   | 7   | 8   | 9   |
| 19  | 10  | 11  | 12  | 13  | 14  | 15  | 16  |
| 20  | 17  | 18  | 19  | 20  | 21  | 22  | 23  |
| 21  | 24  | 25  | 26  | 27  | 28  | 29  | 30  |
| 22  | 31  |     |     |     |     |     |     |

| Juni | Juni | Juni | Juni | Juni | Juni | Juni | Juni |
| Kw   | Mo   | Di   | Mi   | Do   | Fr   | Sa   | So   |
| ---- | ---- | ---- | ---- | ---- | ---- | ---- | ---- |
| 22   |      | 1    | 2    | 3    | 4    | 5    | 6    |
| 23   | 7    | 8    | 9    | 10   | 11   | 12   | 13   |
| 24   | 14   | 15   | 16   | 17   | 18   | 19   | 20   |
| 25   | 21   | 22   | 23   | 24   | 25   | 26   | 27   |
| 26   | 28   | 29   | 30   |      |      |      |      |

| Juli | Juli | Juli | Juli | Juli | Juli | Juli | Juli |
| Kw   | Mo   | Di   | Mi   | Do   | Fr   | Sa   | So   |
| ---- | ---- | ---- | ---- | ---- | ---- | ---- | ---- |
| 26   |      |      |      | 1    | 2    | 3    | 4    |
| 27   | 5    | 6    | 7    | 8    | 9    | 10   | 11   |
| 28   | 12   | 13   | 14   | 15   | 16   | 17   | 18   |
| 29   | 19   | 20   | 21   | 22   | 23   | 24   | 25   |
| 30   | 26   | 27   | 28   | 29   | 30   | 31   |      |

| August | August | August | August | August | August | August | August |
| Kw     | Mo     | Di     | Mi     | Do     | Fr     | Sa     | So     |
| ------ | ------ | ------ | ------ | ------ | ------ | ------ | ------ |
| 30     |        |        |        |        |        |        | 1      |
| 31     | 2      | 3      | 4      | 5      | 6      | 7      | 8      |
| 32     | 9      | 10     | 11     | 12     | 13     | 14     | 15     |
| 33     | 16     | 17     | 18     | 19     | 20     | 21     | 22     |
| 34     | 23     | 24     | 25     | 26     | 27     | 28     | 29     |
| 35     | 30     | 31     |        |        |        |        |        |

| September | September | September | September | September | September | September | September |
| Kw        | Mo        | Di        | Mi        | Do        | Fr        | Sa        | So        |
| --------- | --------- | --------- | --------- | --------- | --------- | --------- | --------- |
| 35        |           |           | 1         | 2         | 3         | 4         | 5         |
| 36        | 6         | 7         | 8         | 9         | 10        | 11        | 12        |
| 37        | 13        | 14        | 15        | 16        | 17        | 18        | 19        |
| 38        | 20        | 21        | 22        | 23        | 24        | 25        | 26        |
| 39        | 27        | 28        | 29        | 30        |           |           |           |

| Oktober | Oktober | Oktober | Oktober | Oktober | Oktober | Oktober | Oktober |
| Kw      | Mo      | Di      | Mi      | Do      | Fr      | Sa      | So      |
| ------- | ------- | ------- | ------- | ------- | ------- | ------- | ------- |
| 39      |         |         |         |         | 1       | 2       | 3       |
| 40      | 4       | 5       | 6       | 7       | 8       | 9       | 10      |
| 41      | 11      | 12      | 13      | 14      | 15      | 16      | 17      |
| 42      | 18      | 19      | 20      | 21      | 22      | 23      | 24      |
| 43      | 25      | 26      | 27      | 28      | 29      | 30      | 31      |

| November | November | November | November | November | November | November | November |
| Kw       | Mo       | Di       | Mi       | Do       | Fr       | Sa       | So       |
| -------- | -------- | -------- | -------- | -------- | -------- | -------- | -------- |
| 44       | 1        | 2        | 3        | 4        | 5        | 6        | 7        |
| 45       | 8        | 9        | 10       | 11       | 12       | 13       | 14       |
| 46       | 15       | 16       | 17       | 18       | 19       | 20       | 21       |
| 47       | 22       | 23       | 24       | 25       | 26       | 27       | 28       |
| 48       | 29       | 30       |          |          |          |          |          |

| Dezember | Dezember | Dezember | Dezember | Dezember | Dezember | Dezember | Dezember |
| Kw       | Mo       | Di       | Mi       | Do       | Fr       | Sa       | So       |
| -------- | -------- | -------- | -------- | -------- | -------- | -------- | -------- |
| 48       |          |          | 1        | 2        | 3        | 4        | 5        |
| 49       | 6        | 7        | 8        | 9        | 10       | 11       | 12       |
| 50       | 13       | 14       | 15       | 16       | 17       | 18       | 19       |
| 51       | 20       | 21       | 22       | 23       | 24       | 25       | 26       |
| 52       | 27       | 28       | 29       | 30       | 31       |          |          |

| Januar | Januar | Januar | Januar | Januar | Januar | Januar | Januar |
| Kw     | Mo     | Di     | Mi     | Do     | Fr     | Sa     | So     |
| ------ | ------ | ------ | ------ | ------ | ------ | ------ | ------ |
| 53     |        |        |        |        | 1      | 2      | 3      |
| 1      | 4      | 5      | 6      | 7      | 8      | 9      | 10     |
| 2      | 11     | 12     | 13     | 14     | 15     | 16     | 17     |
| 3      | 18     | 19     | 20     | 21     | 22     | 23     | 24     |
| 4      | 25     | 26     | 27     | 28     | 29     | 30     | 31     |

| Februar | Februar | Februar | Februar | Februar | Februar | Februar | Februar |
| Kw      | Mo      | Di      | Mi      | Do      | Fr      | Sa      | So      |
| ------- | ------- | ------- | ------- | ------- | ------- | ------- | ------- |
| 5       | 1       | 2       | 3       | 4       | 5       | 6       | 7       |
| 6       | 8       | 9       | 10      | 11      | 12      | 13      | 14      |
| 7       | 15      | 16      | 17      | 18      | 19      | 20      | 21      |
| 8       | 22      | 23      | 24      | 25      | 26      | 27      | 28      |

| März | März | März | März | März | März | März | März |
| Kw   | Mo   | Di   | Mi   | Do   | Fr   | Sa   | So   |
| ---- | ---- | ---- | ---- | ---- | ---- | ---- | ---- |
| 9    | 1    | 2    | 3    | 4    | 5    | 6    | 7    |
| 10   | 8    | 9    | 10   | 11   | 12   | 13   | 14   |
| 11   | 15   | 16   | 17   | 18   | 19   | 20   | 21   |
| 12   | 22   | 23   | 24   | 25   | 26   | 27   | 28   |
| 13   | 29   | 30   | 31   |      |      |      |      |

| April | April | April | April | April | April | April | April |
| Kw    | Mo    | Di    | Mi    | Do    | Fr    | Sa    | So    |
| ----- | ----- | ----- | ----- | ----- | ----- | ----- | ----- |
| 13    |       |       |       | 1     | 2     | 3     | 4     |
| 14    | 5     | 6     | 7     | 8     | 9     | 10    | 11    |
| 15    | 12    | 13    | 14    | 15    | 16    | 17    | 18    |
| 16    | 19    | 20    | 21    | 22    | 23    | 24    | 25    |
| 17    | 26    | 27    | 28    | 29    | 30    |       |       |

| Mai | Mai | Mai | Mai | Mai | Mai | Mai | Mai |
| Kw  | Mo  | Di  | Mi  | Do  | Fr  | Sa  | So  |
| --- | --- | --- | --- | --- | --- | --- | --- |
| 17  |     |     |     |     |     | 1   | 2   |
| 18  | 3   | 4   | 5   | 6   | 7   | 8   | 9   |
| 19  | 10  | 11  | 12  | 13  | 14  | 15  | 16  |
| 20  | 17  | 18  | 19  | 20  | 21  | 22  | 23  |
| 21  | 24  | 25  | 26  | 27  | 28  | 29  | 30  |
| 22  | 31  |     |     |     |     |     |     |

| Juni | Juni | Juni | Juni | Juni | Juni | Juni | Juni |
| Kw   | Mo   | Di   | Mi   | Do   | Fr   | Sa   | So   |
| ---- | ---- | ---- | ---- | ---- | ---- | ---- | ---- |
| 22   |      | 1    | 2    | 3    | 4    | 5    | 6    |
| 23   | 7    | 8    | 9    | 10   | 11   | 12   | 13   |
| 24   | 14   | 15   | 16   | 17   | 18   | 19   | 20   |
| 25   | 21   | 22   | 23   | 24   | 25   | 26   | 27   |
| 26   | 28   | 29   | 30   |      |      |      |      |

| Juli | Juli | Juli | Juli | Juli | Juli | Juli | Juli |
| Kw   | Mo   | Di   | Mi   | Do   | Fr   | Sa   | So   |
| ---- | ---- | ---- | ---- | ---- | ---- | ---- | ---- |
| 26   |      |      |      | 1    | 2    | 3    | 4    |
| 27   | 5    | 6    | 7    | 8    | 9    | 10   | 11   |
| 28   | 12   | 13   | 14   | 15   | 16   | 17   | 18   |
| 29   | 19   | 20   | 21   | 22   | 23   | 24   | 25   |
| 30   | 26   | 27   | 28   | 29   | 30   | 31   |      |

| August | August | August | August | August | August | August | August |
| Kw     | Mo     | Di     | Mi     | Do     | Fr     | Sa     | So     |
| ------ | ------ | ------ | ------ | ------ | ------ | ------ | ------ |
| 30     |        |        |        |        |        |        | 1      |
| 31     | 2      | 3      | 4      | 5      | 6      | 7      | 8      |
| 32     | 9      | 10     | 11     | 12     | 13     | 14     | 15     |
| 33     | 16     | 17     | 18     | 19     | 20     | 21     | 22     |
| 34     | 23     | 24     | 25     | 26     | 27     | 28     | 29     |
| 35     | 30     | 31     |        |        |        |        |        |

| September | September | September | September | September | September | September | September |
| Kw        | Mo        | Di        | Mi        | Do        | Fr        | Sa        | So        |
| --------- | --------- | --------- | --------- | --------- | --------- | --------- | --------- |
| 35        |           |           | 1         | 2         | 3         | 4         | 5         |
| 36        | 6         | 7         | 8         | 9         | 10        | 11        | 12        |
| 37        | 13        | 14        | 15        | 16        | 17        | 18        | 19        |
| 38        | 20        | 21        | 22        | 23        | 24        | 25        | 26        |
| 39        | 27        | 28        | 29        | 30        |           |           |           |

| Oktober | Oktober | Oktober | Oktober | Oktober | Oktober | Oktober | Oktober |
| Kw      | Mo      | Di      | Mi      | Do      | Fr      | Sa      | So      |
| ------- | ------- | ------- | ------- | ------- | ------- | ------- | ------- |
| 39      |         |         |         |         | 1       | 2       | 3       |
| 40      | 4       | 5       | 6       | 7       | 8       | 9       | 10      |
| 41      | 11      | 12      | 13      | 14      | 15      | 16      | 17      |
| 42      | 18      | 19      | 20      | 21      | 22      | 23      | 24      |
| 43      | 25      | 26      | 27      | 28      | 29      | 30      | 31      |

| November | November | November | November | November | November | November | November |
| Kw       | Mo       | Di       | Mi       | Do       | Fr       | Sa       | So       |
| -------- | -------- | -------- | -------- | -------- | -------- | -------- | -------- |
| 44       | 1        | 2        | 3        | 4        | 5        | 6        | 7        |
| 45       | 8        | 9        | 10       | 11       | 12       | 13       | 14       |
| 46       | 15       | 16       | 17       | 18       | 19       | 20       | 21       |
| 47       | 22       | 23       | 24       | 25       | 26       | 27       | 28       |
| 48       | 29       | 30       |          |          |          |          |          |

| Dezember | Dezember | Dezember | Dezember | Dezember | Dezember | Dezember | Dezember |
| Kw       | Mo       | Di       | Mi       | Do       | Fr       | Sa       | So       |
| -------- | -------- | -------- | -------- | -------- | -------- | -------- | -------- |
| 48       |          |          | 1        | 2        | 3        | 4        | 5        |
| 49       | 6        | 7        | 8        | 9        | 10       | 11       | 12       |
| 50       | 13       | 14       | 15       | 16       | 17       | 18       | 19       |
| 51       | 20       | 21       | 22       | 23       | 24       | 25       | 26       |
| 52       | 27       | 28       | 29       | 30       | 31       |          |          |

## Jahreswidmungen
- 1993 ist „Internationales Jahr der Indigenen Völker“
- Der Flussregenpfeifer (Charadrius dubius) ist Vogel des Jahres. (NABU/Deutschland)
- Der Speierling (Sorbus domestica) ist Baum des Jahres. (Kuratorium Baum des Jahres/Deutschland)
- Die Wildkatze (Felis silvestris) ist Wildtier des Jahres. (Schutzgemeinschaft Deutsches Wild)
- Das Helm-Knabenkraut (Orchis militaris) ist Orchidee des Jahres. (Arbeitskreis Heimische Orchideen/Deutschland)

## Ereignisse

### Politik und Weltgeschehen

#### Januar
- 01. Januar: Adolf Ogi wird Bundespräsident der Schweiz.
- 01. Januar: Durch Auflösung der Tschechoslowakei entstehen die Staaten Tschechien und Slowakei.
- 01. Januar: Der europäische Binnenmarkt tritt in Kraft.
- 03. Januar: In Moskau unterschreiben George H. W. Bush für die USA und Boris Jelzin für die Russische Föderation den START-II-Vertrag zur Deaktivierung aller landgestützten Interkontinentalraketen mit Mehrfachsprengköpfen.
- 03. Januar: Der deutsche Vizekanzler und Bundeswirtschaftsminister Jürgen Möllemann (FDP) tritt als Folge der Briefbogenaffäre zurück.
- 13. Januar: In Paris beginnt die Unterzeichnung der Chemiewaffenkonvention.
- 15. Januar: Slowenien wird Mitglied im IMF (Internationaler Währungsfonds) und der Weltbank.
- 19. Januar: Slowakei wird Mitglied bei den Vereinten Nationen.
- 20. Januar: Bill Clinton wird Nachfolger von George H. W. Bush (Senior) als US-amerikanischer Präsident.
- 24. Januar: Bombenanschlag auf den türkischen Journalisten Uğur Mumcu vor seinem Familienhaus in Ankara
- 28. Januar: Kasachstan nimmt eine neue Verfassung an.

#### Februar
- 04. Februar: Das Liberale Forum spaltet sich von der FPÖ ab.
- 09. Februar: Slowakei wird Mitglied in der UNESCO.
- 14. Februar: Die internationale Vereinigung Euroregion Karpaten wird in Debrecen von vier Staaten gegründet.
- 22. Februar: Tschechien wird Mitglied in der UNESCO.
- 26. Februar: Sprengstoffanschlag auf das World Trade Center in New York

#### März
- 13. März: Parlamentswahlen in Australien
- 21./28. März: Parlamentswahlen in Frankreich
- 27. März: Die Rote Armee Fraktion verübt einen Sprengstoffanschlag gegen die JVA Weiterstadt. Der Neubau der Justizvollzugsanstalt wird schwer beschädigt.

#### April
- 06. April: Tadschikistan wird Mitglied in der UNESCO.
- 08. April: Mazedonien wird Mitglied der Vereinten Nationen.
- 21. April: Mazedonien wird Mitglied im IWF.
- 27. April: erste demokratische und geheime Wahlen im Jemen
- 29. April: Unterzeichnung des Grundlagenvertrags zwischen Deutschland und Estland

#### Mai
- 01. Mai: Der Präsident Sri Lankas, Ranasinghe Premadasa fällt in Colombo einem Selbstmordattentat der tamilischen LTTE zum Opfer.
- 03. Mai: Mazedonien wird Mitglied der Weltgesundheitsorganisation (WHO).
- 05. Mai: Kirgisistan gibt sich eine neue Verfassung.
- 10. Mai: Juan Carlos Wasmosy wird demokratisch gewählter Staatspräsident in Paraguay.
- 11. Mai: Litauen wird in den Europarat aufgenommen.
- 12. Mai: Kirgisistan führt eine neue nationale Währung ein: den Som.
- 14. Mai: Estland und Slowenien werden Mitglied im Europarat.
- 18. Mai: In einem zweiten Referendum stimmt die Mehrheit der Dänen für einen Beitritt Dänemarks zum Vertrag von Maastricht.
- 23. Mai: In Kambodscha finden unter UN-Aufsicht die ersten freien Wahlen seit mehr als 20 Jahren statt.
- 24. Mai: Eritrea erlangt die Unabhängigkeit von Äthiopien.
- 25. Mai: In Den Haag wird das UN-Kriegsverbrechertribunal für das ehemalige Jugoslawien gegründet.
- 26. Mai: Der Asylkompromiss wird vom Deutschen Bundestag beschlossen.
- 28. Mai: Monaco und Eritrea werden Mitglieder der Vereinten Nationen.
- 29. Mai: In Solingen sterben fünf türkische Frauen und Mädchen bei einem von Neonazis verübten Brandanschlag.

#### Juni
- 01. Juni: Burundi: Präsidentschaftswahlen
- 02. Juni: Bosnien-Herzegowina wird Mitglied in der UNESCO.
- 05. Juni: In Somalia werden 23 pakistanische UNO-Soldaten durch Einheiten der Somalische Nationalen Allianz unter Führung von Mohammed Farah Aidid getötet.
- 6. Juni: Parlamentswahlen in Spanien
- 10. Juni: Das New Yorker American Museum of Natural History berichtet über das Entdecken einer neuen Spinnenart in Kalifornien durch seinen Mitarbeiter Norman I. Platnick. Sie erhält zu Ehren des Museumsförderers Harrison Ford den Namen Calponia harrisonfordi.
- 12. Juni: Präsidentschaftswahlen in Nigeria
- 14. Juni: Malawi: Entscheidung für ein Mehrparteiensystem
- 14. Juni bis 25. Juni: UN Weltkonferenz über Menschenrechte in Wien
- 16. Juni: Parlamentswahlen in Madagaskar
- 17. Juni: Mudjahedinführer Gulbuddin Hekmatyār wird afghanischer Premierminister.
- 18. Juni: Die Seychellen geben sich eine neue Verfassung.
- 27. Juni: Bei einem GSG-9-Einsatz in Bad Kleinen wird die RAF-Terroristin Birgit Hogefeld festgenommen, der Polizist Michael Newrzella wird von dem Terroristen Wolfgang Grams erschossen, Grams begeht Suizid.
- 28. Juni: Mazedonien wird Mitglied in der UNESCO.
- 29. Juni: Burundi: Parlamentswahlen

#### Juli
- 01. Juli: Bildung einer Übergangsregierung in Kambodscha
- 01. Juli: In Deutschland werden fünfstellige Postleitzahlen eingeführt.
- 02. Juli: 37 alevitische Künstler kommen in der Türkei beim Brandanschlag von Sivas im dortigen Madimak-Hotel ums Leben.
- 07. Juli: Lettland: Guntis Ulmanis wird Staatspräsident.
- 10. Juli: Burundi: Melchior Ndadaye wird Staatspräsident.
- 18. Juli: Japan: Als Ergebnis der Unterhauswahlen ist die Liberaldemokratische Partei erstmals seit 1955 nicht mehr Regierungspartei.
- 20. Juli: France-Albert René wird als Staatspräsident auf den Seychellen in seinem Amt bestätigt.
- 28. Juli: Andorra wird Mitglied bei den Vereinten Nationen.

#### August
- 06. August: Bolivien: Gonzalo Sánchez de Lozada wird Präsident.
- 09. August: Prinz Albert von Lüttich wird König der Belgier.
- 17. August: Turkmenistan wird Mitglied in der UNESCO.
- 18. August: Ägypten: Attentat auf Innenminister Hassan Al-Alfi
- 26. August: Nigerias Verteidigungsminister Sani Abacha setzt den Militärherrscher Babangida ab und wird dessen Nachfolger.
- 28. August: Während des Bosnienkriegs rufen bosnisch-herzegowinische Kroaten die Republik Herceg-Bosna aus und bestimmen Mate Boban zu deren Präsidenten. Internationale Anerkennung bleibt diesem Staat versagt.

#### September
- 01. September: In der Bundesrepublik Deutschland werden der Besitz und die Besitzverschaffung von Kinderpornografie strafbar.
- 02. September: Eritrea wird Mitglied in der UNESCO.
- 07. September: Die Salomonen werden Mitglied in der UNESCO.
- 12. September: Christian Ude wird Oberbürgermeister von München.
- 13. September: Jitzchak Rabin und Yasser Arafat unterzeichnen die Prinzipienerklärung über die vorübergehende Selbstverwaltung in Washington, D.C.
- 21. September: Beginn der Verfassungskrise in Russland
- 24. September: Aserbaidschan: Beitritt zur GUS
- 24. September: Die Stadt Brig im Schweizer Kanton Wallis wird von einer Hochwasserkatastrophe heim gesucht. Zwei Menschen werden dabei getötet.
- 24. September: Norodom Sihanouk wird König von Kambodscha.
- 24. September: Verkündung der Verfassung als Königreich Kambodscha
- 26. September: In der Schweiz wird eine Volksinitiative für die Einführung des 1. Augusts als arbeitsfreier Nationalfeiertag angenommen.
- 27. September: Beim Massaker von Sochumi werden über 7.000 georgische Zivilisten in Abchasien ermordet.
- 30. September: Niederlage Georgiens gegen Abchasien

#### Oktober
- 03. Oktober: Aserbaidschan: Heydär Äliyev wird Präsident.
- 03. Oktober: Somalia: Operation Irene (bekannt als Black Hawk Down)
- 03. Oktober: Russische Verfassungskrise – Präsident Boris Jelzin lässt das russische Parlament beschießen.
- 05. Oktober: Die UNAMIR-Mission der Vereinten Nationen wird nach Ruanda gesandt.
- 06. Oktober: Nachdem bekannt wurde, dass das Bundesgesundheitsamt (BGA) insgesamt 373 Meldungen über HIV-verseuchte Blutkonserven in den vergangenen Jahren verschwiegen hatte, entließ Bundesgesundheitsminister Horst Seehofer den Präsidenten des BGA Dieter Großklaus und den im Gesundheitsministerium zuständigen Abteilungsleiter Manfred Steinbach als Hauptverantwortliche in den Ruhestand.
- 08. Oktober: Georgien stellt Antrag auf Aufnahme in die GUS.
- 12. Oktober: Der Vertrag von Maastricht wird vom Bundesverfassungsgericht im Maastricht-Urteil gebilligt, doch muss der deutsche Gesetzgeber bei der Umsetzung Auflagen im Hinblick auf die demokratische Legitimation der Europäischen Union beachten.
- 14. Oktober: In Phnom Penh muss die Bundeswehr ihr erstes Todesopfer bei einem UN-Auslandseinsatz beklagen.
- 20. Oktober: Andorra wird Mitglied in der UNESCO.
- 21. Oktober: Burundi: Putschversuch, Ermordung von Staatspräsident Melchior Ndadaye
- 26. Oktober: Usbekistan und Niue werden Mitglied in der UNESCO.

#### November
- 01. November: Der Vertrag von Maastricht tritt in Kraft: Aus der Europäischen Gemeinschaft (EG) wird die Europäische Union (EU).
- 12. November: In Afghanistan ist nach 100 Jahren von 1893 bis 1993 die Durand-Linie der Briten abgelaufen.
- 22. November: Armenien: neues Zahlungsmittel: der Dram

#### Dezember
- 05. Dezember: Omar Bongo Ondimba wird nach demokratischen Wahlen erneut Staatspräsident von Gabun.
- 05. Dezember: Der Wiener Bürgermeister Helmut Zilk wird bei einem Briefbombenattentat verletzt
- 07. Dezember: Elfenbeinküste: Tod des Staatspräsidenten Félix Houphouët-Boigny
- 12. Dezember: Die ersten freien Wahlen in Russland finden statt.
- 19. Dezember: Guinea: Erste demokratische Präsidentschaftswahlen, Staatspräsident Lansana Conté wird in seinem Amt bestätigt.
- 30. Dezember: Israel und der Heilige Stuhl beschließen die Aufnahme diplomatischer Beziehungen.
- 31. Dezember: Peru gibt sich eine neue Verfassung und wird Republik.

### Wirtschaft
- 01. Januar: Verwirklichung des Europäischen Binnenmarktes
- 23. Februar: Doppelbesteuerungsabkommen zwischen Deutschland und Mexiko
- 05. April: Das Techunternehmen Nvidia wird von Jen-Hsun Huang, Curtis Priem und Chris Malachowsky gegründet.
- 31. März: Das Tübinger Unternehmen Zanker, ein Hersteller von Haushaltsgeräten, wird geschlossen. Sein Name bleibt als Handelsmarke seines Erwerbers Electrolux erhalten.
- 25. Mai: Franz Steinkühler tritt als Vorsitzender der deutschen Gewerkschaft IG Metall zurück. In den Tagen zuvor war er in Verdacht geraten, als Aufsichtsratsmitglied der Daimler-Benz AG Insidergeschäfte getätigt zu haben.
- 23. Juni: Gründung des drittgrößten litauischen Milchindustriekonzerns AB „Žemaitijos pienas“
- 11. August: Vertrag zwischen Paraguay und Deutschland über die Förderung und den gegenseitigen Schutz von Kapitalanlagen
- 02. Dezember: Doppelbesteuerungsabkommen zwischen Deutschland und Namibia
- 18. Dezember: In Las Vegas wird das für 2,4 Milliarden US-Dollar erbaute MGM Grand Hotel eröffnet, mit 5.044 Zimmern eines der weltgrößten Hotels.
- 30. Dezember: In Kasachstan wird die Kasachische Börse mit Sitz in Almaty gegründet.

### Wissenschaft und Technik
- 20. Februar: Das Magazin New Scientist berichtet über das Entdecken des jüngsten je beobachteten Sterns. Der Protostern VLA 1623 ist etwa 10.000 Jahre alt.
- 28. März: Entdeckung des zweiten Transneptun-Asteroiden 1993 FW. Seine Umlaufzeit ist 288 Jahre, seine Größe etwa 300 km
- 06. Juni: In Berlin beginnt die 9. Welt-AIDS-Konferenz mit etwa 14.000 Teilnehmern (bis 11. Juni).
- 09. Juli: offizielle Inbetriebnahme der HGÜ-Kurzkupplung Etzenricht
- 16. August: Das Debian-Projekt wird durch Ian Murdock gegründet.
- 09. September: In Trier wird bei Ausschachtungsarbeiten für eine Tiefgarage nahe der Römerbrücke ein Schatz mit 2.558 römischen Goldmünzen gefunden. Er hat einen geschätzten Wert von 2,6 Millionen Euro.
- 14. September: Entdeckung von (385185) 1993 RO, des ersten Plutino unter den transneptunischen Asteroiden, seine Umlaufzeit ist wie bei Pluto 249 Jahre, seine Größe etwa 140 km
- 16. September: Entdeckung von (15788) 1993 SB und (15789) 1993 SC, des zweiten und dritten Plutino, die Umlaufzeiten sind 248–251 Jahre, die Größen etwa 200 und 300 km.
- 03. Oktober: Aus der Vereinigung dreier Hochschulen geht die Otto-von-Guericke-Universität Magdeburg hervor.
- 02. Dezember: Das Space Shuttle Endeavour startet, um im Rahmen der STS-61-Mission die erste Wartung am Hubble-Weltraumteleskop durch die Besatzung durchführen zu lassen. Unscharfe Bilder des Teleskops sollen künftig verhindert werden.
- Beginn der Massenproduktion von blauen Leuchtdioden.

### Gesellschaft
- 18. Januar: Das Nachrichtenmagazin Focus erscheint erstmals.
- 04. April: Aus der Justizvollzugsanstalt Schwalmstadt wird ein Häftling von seinem Freund mit Hilfe eines aus einer Kaserne entwendeten Fuchs-Panzers, der vier Gefängnistore durchbricht, herausgeholt.
- 24. Mai: Auf dem Flughafen Guadalajara wird bei einer Schießerei der mexikanische Kardinal Juan Jesús Posadas Ocampo vermutlich im Auftrag von Drogenhändlern ermordet. Mit ihm sterben weitere sechs Menschen. Der Erzbischof von Guadalajara hat sich mehrfach gegen die organisierte Kriminalität in seiner Region gewandt.
- 28. Juli: Nach Fahrradsternfahrten aus allen Ecken Deutschlands mit Tausenden von Radlern beginnt in Magdeburg das Umweltfestival AufTakt.[1]
- 29. Juli: Das Todesurteil gegen John Demjanjuk wird vom Obersten Gerichtshof in Israel aufgehoben. Es sei nicht zweifelsfrei erwiesen, dass Demjanjuk jener „Iwan“ sei, der im Vernichtungslager Treblinka als Aufseher die Vergasungsanlage betrieben und Häftlinge sadistisch gefoltert habe.
- 2. Dezember: Pablo Escobar wird von einem Sonderkommando der kolumbianischen Polizei erschossen.

### Kultur
- 15. Februar: Kulturabkommen zwischen Deutschland und Ukraine. Tritt am 19. Juli in Kraft
- 20. April: Kulturabkommen zwischen Deutschland und Lettland
- 28. April: Kulturabkommen zwischen Deutschland und Usbekistan. In Kraft seit dem 20. Februar 2002
- 29. April: Abkommen über kulturelle Zusammenarbeit zwischen Deutschland und Estland
- 15. Mai: Niamh Kavanagh gewinnt in Millstreet mit dem Lied In Your Eyes für Irland die 38. Auflage des Eurovision Song Contest.
- 18. Juni: Kulturabkommen zwischen Deutschland und Slowenien. In Kraft seit dem 28. Juni 1994
- 23. Juni: Bilaterales Kulturabkommen zwischen Deutschland und Paraguay. In Kraft seit dem 19. August 1994
- 23. Juni: In Lausanne wird das von Juan Antonio Samaranch initiierte Olympische Museum eröffnet.
- 25. Juni: Kulturabkommen zwischen Deutschland und Georgien
- 21. Juli: Kulturabkommen zwischen Deutschland und Litauen
- 18. August: Die Kapellbrücke, Wahrzeichen der Stadt Luzern und älteste überdachte Holzbrücke Europas, wird bei einem Brand fast vollständig zerstört
- 23. August: In Bischkek, Kirgisistan wird das Kulturabkommen zwischen Kirgisistan und Deutschland unterzeichnet. In Kraft seit dem 22. Juli 2002
- 31. August: Mariah Carey veröffentlicht mit Music Box das erfolgreichste Album des Jahres 1993. Das Album verkaufte sich weltweit über 30 Millionen Mal und die Singles über 14 Millionen Mal.
- 24. Oktober: Eröffnung der Straße der Menschenrechte in Nürnberg
- 04. Dezember: Uraufführung des Balletts Mata Hari von Renato Zanella (Choreografie und Libretto) nach Musik von Dmitri Schostakowitsch durch das Stuttgarter Ballett im Großen Haus der Württembergischen Staatstheater in Stuttgart
- Erstmalige Vergabe des Rolf-Schock-Preises
- Eröffnung der Kunsthalle Dominikanerkirche in Osnabrück
- Domagkateliers, Europas größte Künstlerkolonie entsteht in München.
- Die Rahel-Varnhagen-von-Ense-Medaille, ein Literaturpreis des Landes Berlin, wird gestiftet.
- Die deutsche Band Die Ärzte feiert ihre Wiedervereinigung.

### Religion
- 23. Juni: Die im Kloster Balamand tagende Gemeinsame Kommission für den Dialog zwischen der römisch-katholischen und der orthodoxen Kirche lehnt in einer Erklärung den Uniatismus als Methode oder Modell für die angestrebte Einheit beider Kirchen ab.
- 30. August: In Casablanca wird die Hassan-II.-Moschee eingeweiht, der weltweit zweitgrößte islamische Sakralbau.

### Sport
Einträge von Leichtathletik-Weltrekorden siehe unter der jeweiligen Disziplin unter Leichtathletik.
- 14. März bis 7. November: Austragung der 44. Formel-1-Weltmeisterschaft
- 28. März bis 26. September: Austragung der 45. FIM-Motorrad-Straßenweltmeisterschaft
- 30. April: Monica Seles wird in Hamburg bei einem Attentat schwer verletzt.
- 08. Mai: Lennox Lewis gewinnt seinen Boxkampf und Weltmeistertitel im Schwergewicht gegen Tony Tucker im Thomas & Mack Center, Las Vegas, durch Sieg nach Punkten.
- 04. Juli: Deutschland gewinnt in München zum ersten Mal die Basketball-Europameisterschaft.
- 12. Juli: Bayer 04 Leverkusen gewann den DFB-Pokal.
- 26. September: Alain Prost gewinnt auf Williams-Renault die Formel-1-Weltmeisterschaft 1993 und sichert sich damit seinen vierten Weltmeistertitel. Nach der Saison beendet Prost seine Fahrerkarriere.
- 05. Oktober: Erstes Benefizspiel des DFB, Nationalmannschaft gegen „Bundesliga international“, eine Auswahl ausländischer Bundesligaspieler, im Rosenaustadion. Das Motto: „Friedlich miteinander – mein Freund ist Ausländer“, gegen Ausländerfeindlichkeit.
- 03. bis 5. Dezember: Deutschland (mit Michael Stich, Marc-Kevin Goellner) gewinnt das Davis-Cup-Finale gegen Australien (in Düsseldorf).
- Der FK Austria Wien wird österreichischer Fußballmeister.
- Der C Aarau wird schweizerischer Fußballmeister.
- Julio César Chávez besiegt Greg Haugen. Der Weltmeisterschaftskampf wird im Aztekenstadion von Mexiko-Stadt vor noch nie dagewesenen 132.247 Zusehern ausgetragen.
- Hyun Jung-hwa wird Tischtennisweltmeisterin. Sie ist die bisher Letzte, die nicht aus China kommt.

### Katastrophen
Kleinere Unglücksfälle sind in den Unterartikeln von Katastrophe und in der Liste von Katastrophen aufgeführt.
- 08. Februar: Teheran, Iran. Kollision zwischen einer iranischen Verkehrsmaschine und einer iranischen Militärmaschine nach dem Start in Teheran. Alle 132 Menschen sterben
- 12. März: New York, USA. Ein Blizzard hält sich drei Tage über der Stadt. Drei Milliarden US-Dollar Sachschaden und 245 Tote
- 10. Mai: Bei dem Brand in der Spielzeugfabrik Kader am Stadtrand von Bangkok sterben etwa 188 Arbeiter und Arbeiterinnen, 500 werden schwer verletzt. Das Ausmaß der Katastrophe wurde verschlimmert durch den Umstand, dass die Ausgänge der Fabrik verschlossen gewesen waren, um Plünderungen zu verhindern.
- 19. Mai: Kolumbien. Ein kolumbianisches Verkehrsflugzeug auf SAM-Colombia-Flug 501 prallt im Nordwesten des Landes gegen einen Berg. Alle 132 Menschen an Bord sterben
- 12. Juli: Ein Erdbeben der Stärke 7,7 auf Hokkaidō, Japan. 243 Tote
- 27. August: Beim Bruch des Gouhou-Dammes im Kreis Gonghe der chinesischen Provinz Qinghai reißt die Flutwelle mindestens 240 Menschen in den Tod und macht etwa 3.000 Chinesen obdachlos.
- 22. September Zugunglück in Alabama USA, 47 Tote
- 29. September: Erdbeben der Stärke 6,2 in der Region Latur/Killari, Indien, 9.750 Tote
- Dezember: Jahrhunderthochwasser an Rhein und Mosel

## Geboren

### Januar

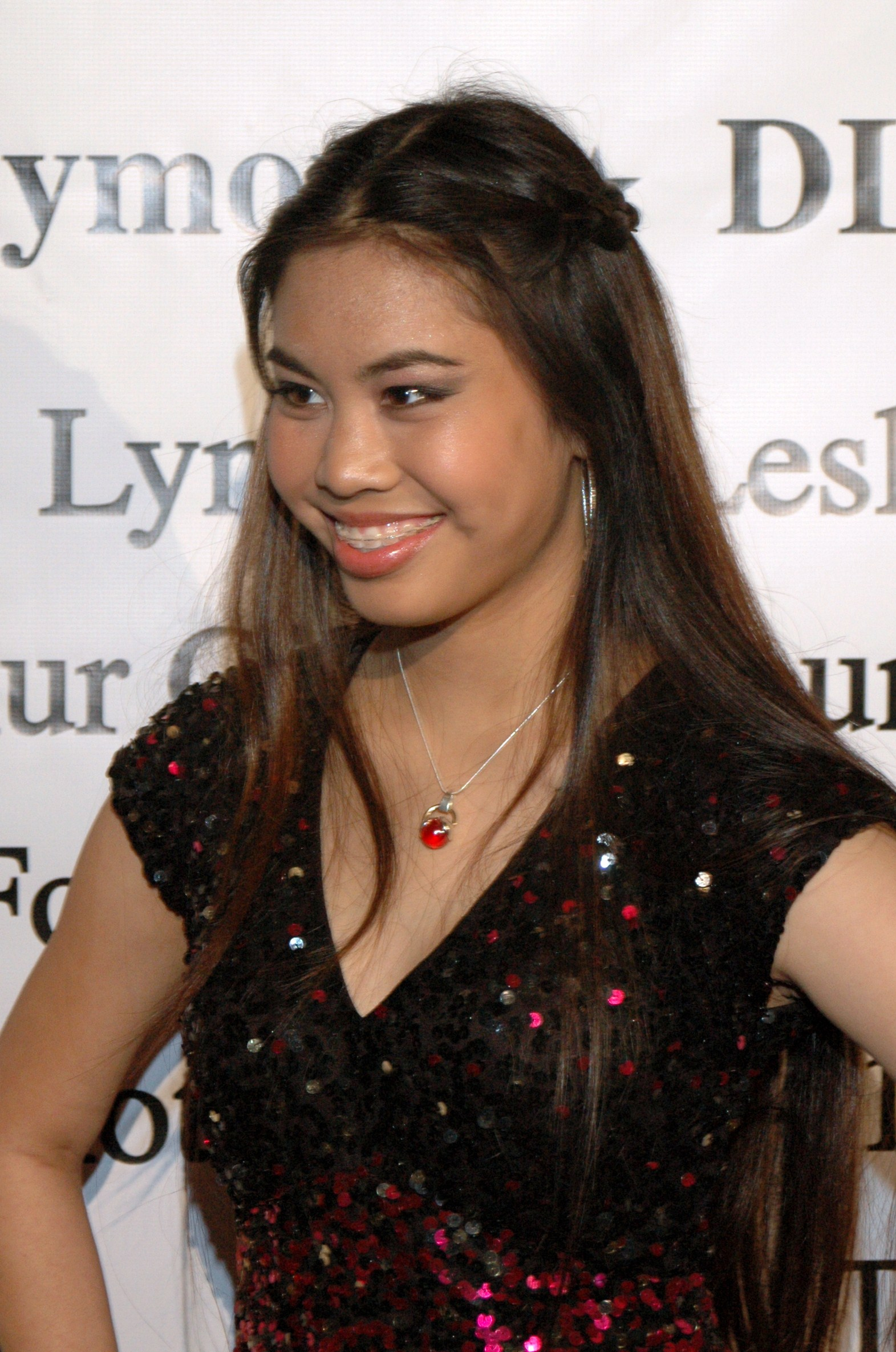
Ashley Argota (2009)

- 01. Januar: Stanislava Preclíková, tschechische Skibobfahrerin
- 02. Januar: Rebekka Haase, deutsche Leichtathletin
- 02. Januar: Marcel Schrötter, deutscher Motorradrennfahrer
- 03. Januar: Christoph Meier, Liechtensteiner Schwimmer
- 04. Januar: Scott Redding, britischer Motorradrennfahrer
- 04. Januar: Saleh Salem, Schachspieler aus den Vereinigten Arabischen Emiraten
- 05. Januar: Jennifer Ågren, schwedische Taekwondoin
- 05. Januar: Fynn Ranke, deutscher Handballspieler
- 05. Januar: Stefan Rzadzinski, kanadischer Automobilrennfahrer
- 06. Januar: Ikrom Ahmadboyev, usbekischer Sommerbiathlet
- 07. Januar: Nico Santos, deutscher Popsänger
- 08. Januar: Florian Ballas, deutscher Fußballspieler
- 08. Januar: Tang Yi, chinesische Schwimmerin
- 09. Januar: Ashley Argota, US-amerikanische Schauspielerin und Sängerin
- 09. Januar: Nicolai Brock-Madsen, dänischer Fußballspieler
- 09. Januar: Peter Crook, Freestyle-Skier von den Britischen Jungferninseln
- 09. Januar: Kevin Korjus, estnischer Automobilrennfahrer
- 11. Januar: Dorian Brunz, deutscher Schauspieler
- 11. Januar: Marco Gaiser, deutscher Fußballspieler
- 12. Januar: Zayn Malik, britischer Sänger, Ex-Mitglied der Band One Direction
- 12. Januar: Ronya Othmann, deutsche Schriftstellerin
- 14. Januar: Gyda Enger, norwegische Skispringerin
- 16. Januar: Hannes Anier, estnischer Fußballspieler
- 16. Januar: Magnus Cort Nielsen, dänischer Radrennfahrer
- 17. Januar: Ingrida Ardišauskaitė, litauische Skilangläuferin
- 18. Januar: Nils Kretschmer, deutscher Handballspieler
- 18. Januar: João Carlos Teixeira, portugiesischer Fußballspieler
- 18. Januar: Morgan York, US-amerikanische Schauspielerin
- 19. Januar: Ricardo Centurión, argentinischer Fußballspieler
- 20. Januar: Tom Biss, neuseeländischer Fußballspieler
- 20. Januar: Maximilian Kroll, deutscher Handballspieler
- 21. Januar: Wincent Weiss, deutscher Popsänger
- 21. Januar: Max Beier, deutscher Schauspieler und Kabarettist
- 21. Januar: Cris Cab, US-amerikanischer Singer-Songwriter
- 22. Januar: Rio Haryanto, indonesischer Automobilrennfahrer
- 22. Januar: Merlin Rose, deutscher Schauspieler
- 22. Januar: Filip Stojković, montenegrinisch-serbischer Fußballspieler
- 22. Januar: Shira Willner, deutsche Eiskunstläuferin
- 23. Januar: Tobias Schröter, deutscher Handballspieler
- 24. Januar: Tanja Frank, österreichische Seglerin
- 26. Januar: Cameron Bright, kanadischer Schauspieler
- 26. Januar: Alice Powell, britische Automobilrennfahrerin
- 26. Januar: Anna Schaffelhuber, deutsche Monoskifahrerin
- 28. Januar: Maximilian Artajo, deutscher Schauspieler und Synchronsprecher
- 28. Januar: John Anthony Brooks, deutsch-US-amerikanischer Fußballspieler
- 28. Januar: Richmond Boakye, ghanaischer Fußballspieler
- 29. Januar: Ndriqim Halili, deutsch-albanischer Fußballspieler
- 29. Januar: Alexandra Mazzucco, deutsche Handballspielerin
- 31. Januar: Angela Malestein, niederländische Handballspielerin

### Februar
- 01. Februar: Loris Baz, französischer Motorradrennfahrer
- 01. Februar: Nico Karger, deutscher Fußballspieler
- 02. Februar: Clemens Aigner, österreichischer Skispringer
- 02. Februar: Johannes Wiegelmann, deutscher Politiker (CDU), MdB
- 03. Februar: Maximilian Thiel, deutscher Fußballspieler
- 04. Februar: Isolda Dychauk, deutsche Schauspielerin
- 05. Februar: Curdin Orlik, Schweizer Schwinger
- 06. Februar: Axel Åhman, schwedischer Sänger und Comedian
- 06. Februar: Bianca Heinicke, deutsche Netzvideoproduzentin
- 06. Februar: Marius Steinhauser, deutscher Handballspieler
- 08. Februar: Stefano Beltrame, italienischer Fußballspieler
- 08. Februar: Sina Ritter, deutsche Handballspielerin
- 08. Februar: Luisa Wensing, deutsche Fußballspielerin
- 09. Februar: Niclas Füllkrug, deutscher Fußballspieler
- 10. Februar: Max Kepler-Rozycki, deutscher Baseballspieler
- 10. Februar: Mia Khalifa, US-amerikanische Pornodarstellerin
- 11. Februar: Karl Geiger, deutscher Skispringer
- 11. Februar: Jessica Green, australische Schauspielerin
- 11. Februar: Ben McLemore, US-amerikanischer Basketballspieler
- 12. Februar: Jennifer Stone, US-amerikanische Schauspielerin
- 12. Februar: Benik Tunani Afobe, englischer Fußballspieler
- 16. Februar: Matteo De Vettori, italienischer Skirennläufer
- 17. Februar: Nicola Leali, italienischer Fußballspieler
- 17. Februar: Marc Márquez, spanischer Motorradrennfahrer
- 18. Februar: Kentavious Caldwell-Pope, US-amerikanischer Basketballspieler

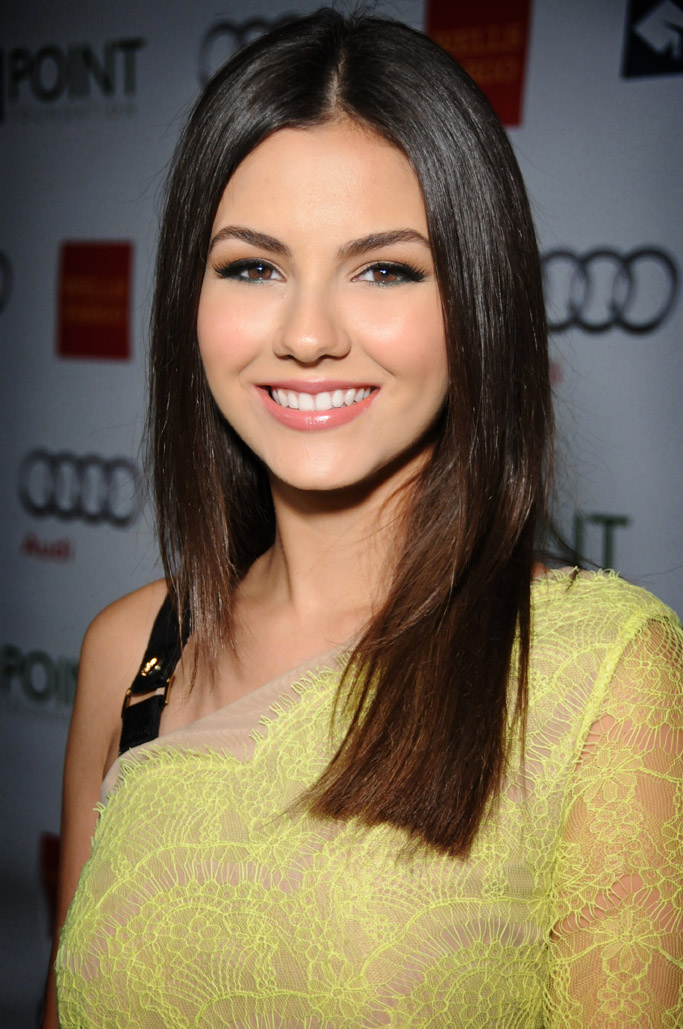
Victoria Justice, 2013

- 19. Februar: Victoria Justice, US-amerikanische Schauspielerin
- 19. Februar: Juri Schopin, russischer Biathlet
- 20. Februar: Erika Vikman, finnische Sängerin
- 21. Februar: Fabrizio Romano, italienischer Sportjournalist
- 22. Februar: Matthias Hochegger, österreichischer Nordischer Kombinierer
- 25. Februar: Johannes Aujesky, österreichischer Freestyle-Skier
- 25. Februar: Tahir Gülec, deutscher Taekwondoin
- 25. Februar: Lukáš Sedlák, tschechischer Eishockeyspieler
- 25. Februar: Viviane Witschel, deutsche Schauspielerin
- 26. Februar: Maria Ehrich, deutsche Schauspielerin
- 27. Februar: Alphonse Aréola, französischer Fußballtorwart
- 27. Februar: Damian Roßbach, deutscher Fußballspieler
- 28. Februar: Emmelie de Forest, dänische Sängerin
- 28. Februar: Christian Günter, deutscher Fußballspieler
- 28. Februar: André Hoffmann, deutscher Fußballspieler
- 28. Februar: Marquis Teague, US-amerikanischer Basketballspieler

### März
- 01. März: Michael Conforto, US-amerikanischer Baseballspieler
- 01. März: Josh McEachran, englischer Fußballspieler
- 02. März: Bogdan Radivojević, serbischer Handballspieler
- 03. März: Antonio Rüdiger, deutscher Fußballspieler
- 03. März: Dion Smith, neuseeländischer Radrennfahrer
- 03. März: Tara Tabitha, österreichische Reality-TV-Teilnehmerin, Influencerin und Model
- 04. März: Bobbi Kristina Brown, US-amerikanische Sängerin († 2015)
- 04. März: Tobias John von Freyend, deutscher Schauspieler
- 05. März: Alexis Gougeard, französischer Radrennfahrer
- 05. März: Julian Großlercher, österreichischer Eishockeyspieler
- 05. März: Harry Maguire, englischer Fußballspieler
- 05. März: Silvan Widmer, Schweizer Fußballspieler
- 06. März: Bambie Thug (bürgerl. Bambie Ray Robinson), irisch musizierende Person
- 07. März: Denisa Šátralová (geboren als Denisa Allertová), tschechische Tennisspielerin
- 07. März: Fernando Monje, spanischer Automobilrennfahrer
- 08. März: Lars Ove Aunli, norwegischer Skilangläufer
- 08. März: Fabian Lichottka, deutscher Schauspieler
- 08. März: Gamze Senol, deutsche Schauspielerin
- 09. März: Marcus Maye, US-amerikanischer American-Football-Spieler
- 09. März: Tom Trybull, deutscher Fußballspieler
- 09. März: Min Yoon-gi (Suga), koreanischer Rapper
- 10. März: Nakibou Aboubakari, französisch-komorischer Fußballspieler
- 10. März: Qais Ashfaq, englischer Boxer
- 10. März: Jack Butland, englischer Fußballtorhüter

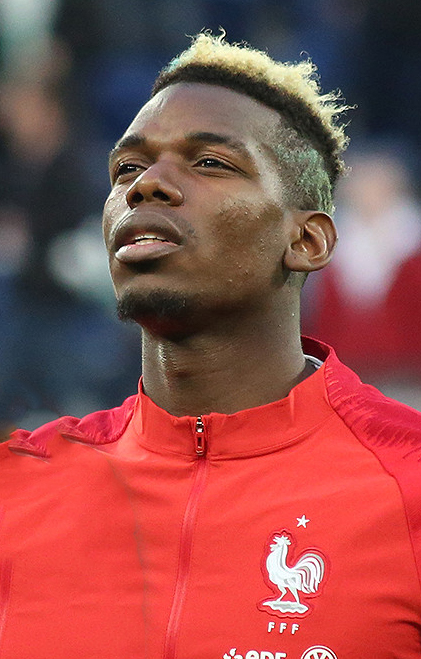
Paul Pogba (2018)

- 10. März: Tatiana Calderón, kolumbianische Automobilrennfahrerin
- 10. März: Alfred Duncan, ghanaischer Fußballspieler
- 10. März: Nooa Takooa, kiribatischer Leichtathlet
- 11. März: Anthony Davis, US-amerikanischer Basketballspieler
- 11. März: Anton Palzer, deutscher Skibergsteiger, Bergläufer und Radrennfahrer
- 14. März: Anthony Bennett, kanadischer Basketballspieler
- 14. März: Deborah Nunes, brasilianische Handballspielerin
- 15. März: Alia Bhatt, indische Schauspielerin
- 15. März: Paul Pogba, französischer Fußballspieler
- 16. März: Hasan Pepić, deutsch-montenegrinischer Fußballspieler
- 17. März: Matteo Bianchetti, italienischer Fußballspieler
- 18. März: Ersel Aslıyüksek, türkischer Fußballspieler
- 18. März: Maziah Mahusin, bruneiische Hürdenläuferin
- 20. März: Thomas Karaoglan, deutscher Popsänger
- 21. März: Sven Andrighetto, Schweizer Eishockeyspieler
- 21. März: Jake Bidwell, englischer Fußballspieler
- 21. März: Daniele Neuhaus Turnes, brasilianische Fußballspielerin
- 22. März: Andrea Ellenberger, Schweizer Skirennfahrerin
- 22. März: Jakob Norrgård, schwedischer Sänger und Comedian
- 23. März: Michael Seiz, deutscher Handballspieler
- 25. März: Andreas Hirzel, Schweizer Fußballtorwart
- 25. März: Leonardo Spinazzola, italienischer Fußballspieler
- 26. März: Suci Rizky Andini, indonesische Badmintonspielerin
- 26. März: Johannes Vetter, deutscher Leichtathlet
- 27. März: Brandon Nimmo, US-amerikanischer Baseballspieler
- 28. März: Julia Behnke, deutsche Handballspielerin
- 28. März: Tunahan Eser, türkischer Badmintonspieler
- 29. März: Travis Ewanyk, deutsch-kanadischer Eishockeyspieler
- 30. März: Valerio Conti, italienischer Radrennfahrer
- 30. März: Philipp Hofmann, deutscher Fußballspieler
- 31. März: Abidine Abidine, mauretanischer Leichtathlet

### April

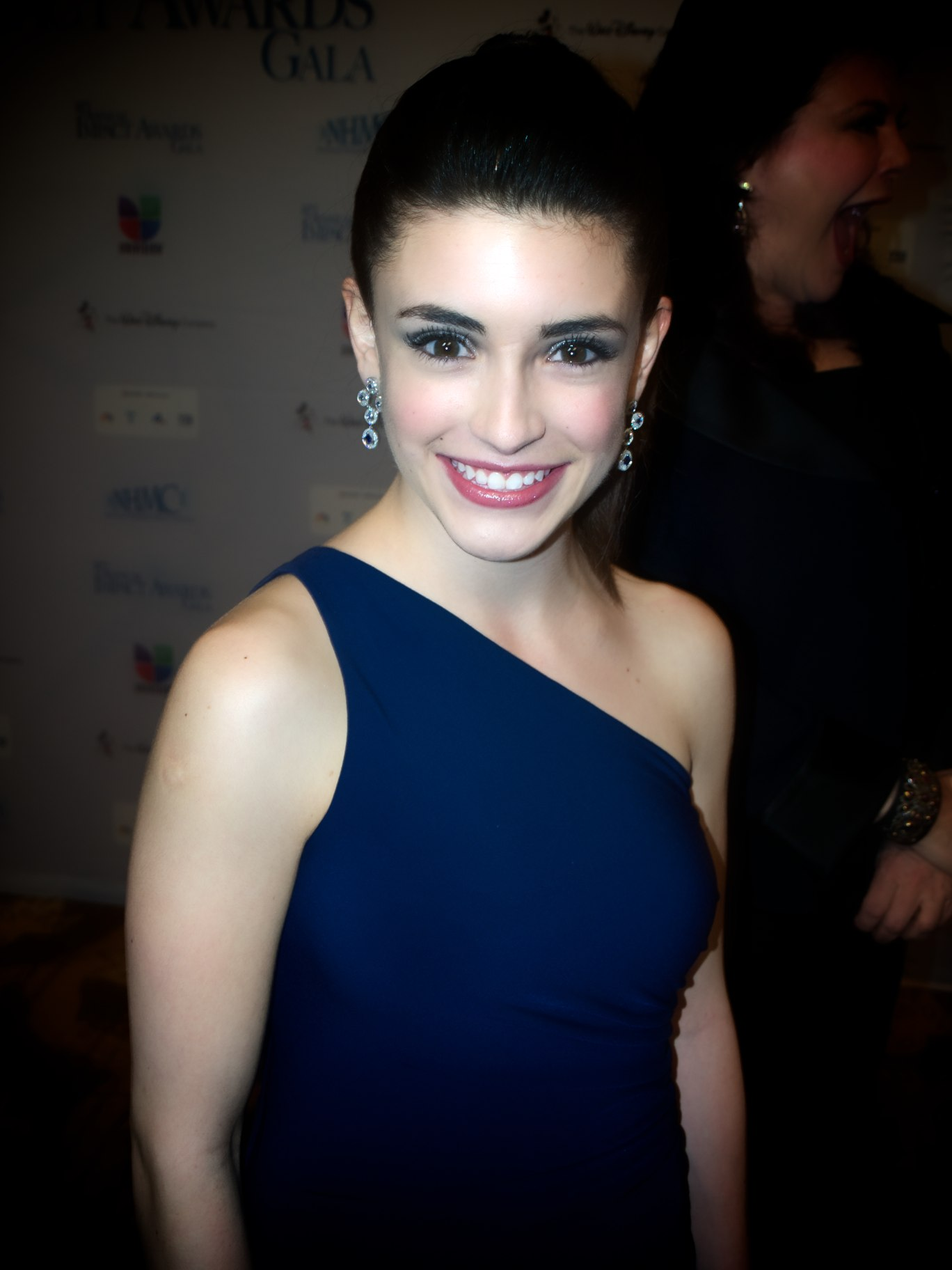
Daniela Bobadilla (2012)

- 01. April: Nadine Ashraf, ägyptische Badmintonspielerin
- 01. April: Davide Gabburo, italienischer Radrennfahrer
- 01. April: Julius Kühn, deutscher Handballspieler
- 04. April: Daniela Bobadilla, kanadische Schauspielerin
- 04. April: Daniel Meier, österreichischer Skirennläufer
- 06. April: Neville Hewitt, US-amerikanischer American-Football-Spieler
- 07. April: Vincenzo Grifo, italienischer Fußballspieler
- 09. April: Tobias Ahrens, deutscher Fußballspieler
- 10. April: Rune Dahmke, deutscher Handballspieler
- 12. April: Jordan Gideon Archer, schottischer Fußballtorhüter
- 12. April: Katelyn Pippy, US-amerikanische Schauspielerin
- 13. April: DeAndre Houston-Carson, US-amerikanischer American-Football-Spieler
- 13. April: Hannah Marks, US-amerikanische Schauspielerin
- 13. April: Daan Myngheer, belgischer Radrennfahrer († 2016)
- 13. April: Tony Wroten, US-amerikanischer Basketballspieler
- 14. April: Graham Phillips, US-amerikanischer Schauspieler
- 15. April: Felipe Anderson, brasilianischer Fußballspieler
- 15. April: Jack Harvey, britischer Automobilrennfahrer
- 15. April: Alina Stiegler, deutsche Schauspielerin
- 16. April: Maxim Braun, kasachischer Biathlet
- 16. April: Hanna Glas, schwedische Fußballerin
- 19. April: Giordan Harris, Schwimmer von den Marshallinseln
- 20. April: Mustafa Amini, australischer Fußballspieler
- 21. April: Yukon de Leeuw, kanadischer Skispringer, Nordischer Kombinierer, Freestyle-Skier und Musiker
- 22. April: Sonja Frey, österreichische Handballspielerin
- 23. April: John Paul, schottischer Bahnradsportler
- 24. April: Ben Davies, walisischer Fußballspieler
- 24. April: Dennis Krüger, deutscher Leichtathlet
- 25. April: Lukas Kiefer, deutscher Fußballspieler
- 25. April: Raphaël Varane, französischer Fußballspieler
- 26. April: Felipe Avenatti, uruguayischer Fußballspieler
- 26. April: Jennifer Falk, schwedische Fußballspielerin
- 27. April: Timur Chamitgatin, kasachischer Biathlet
- 28. April: Jonathan Caicedo, ecuadorianischer Radrennfahrer
- 29. April: Marian Orlowski, deutscher Handballspieler
- 29. April: Katharina Schwabe, deutsche Volleyballspielerin
- 29. April: Silvia Szücs, slowakische Handballspielerin
- 30. April: Giulia Goldammer, deutsch-italienische Schauspielerin

### Mai
- 03. Mai: Aram Arami, deutscher Schauspieler
- 04. Mai: Simone Petilli, italienischer Radrennfahrer
- 06. Mai: Artun Akçakın, türkischer Fußballspieler
- 06. Mai: Felix Franz, deutscher Leichtathlet
- 06. Mai: Naomi Scott, US-amerikanische Schauspielerin
- 06. Mai: Taylor Washington, US-amerikanische Leichtathletin
- 07. Mai: Yoon Sohui, südkoreanische Schauspielerin
- 08. Mai: Anastassija Nowossad, ukrainische Freestyle-Skierin
- 09. Mai: Bonnie Rotten, US-amerikanische Pornodarstellerin
- 10. Mai: Ferdinand Hofer, deutscher Schauspieler
- 10. Mai: Halston Sage, US-amerikanische Schauspielerin
- 10. Mai: Mohammad Soufi, syrischer Poolbillardspieler
- 11. Mai: Josef Černý, tschechischer Radrennfahrer
- 11. Mai: Moe Harkless, US-amerikanischer Basketballspieler
- 11. Mai: Alexandre Pouyé, französischer Skilangläufer
- 12. Mai: Wendy Holdener, Schweizer Skirennläuferin
- 12. Mai: Dominik Neumayer („Domtendo“), deutscher Webvideoproduzent und Livestreamer
- 12. Mai: Tilman Pörzgen, deutscher Schauspieler
- 13. Mai: Romelu Lukaku, belgischer Fußballspieler

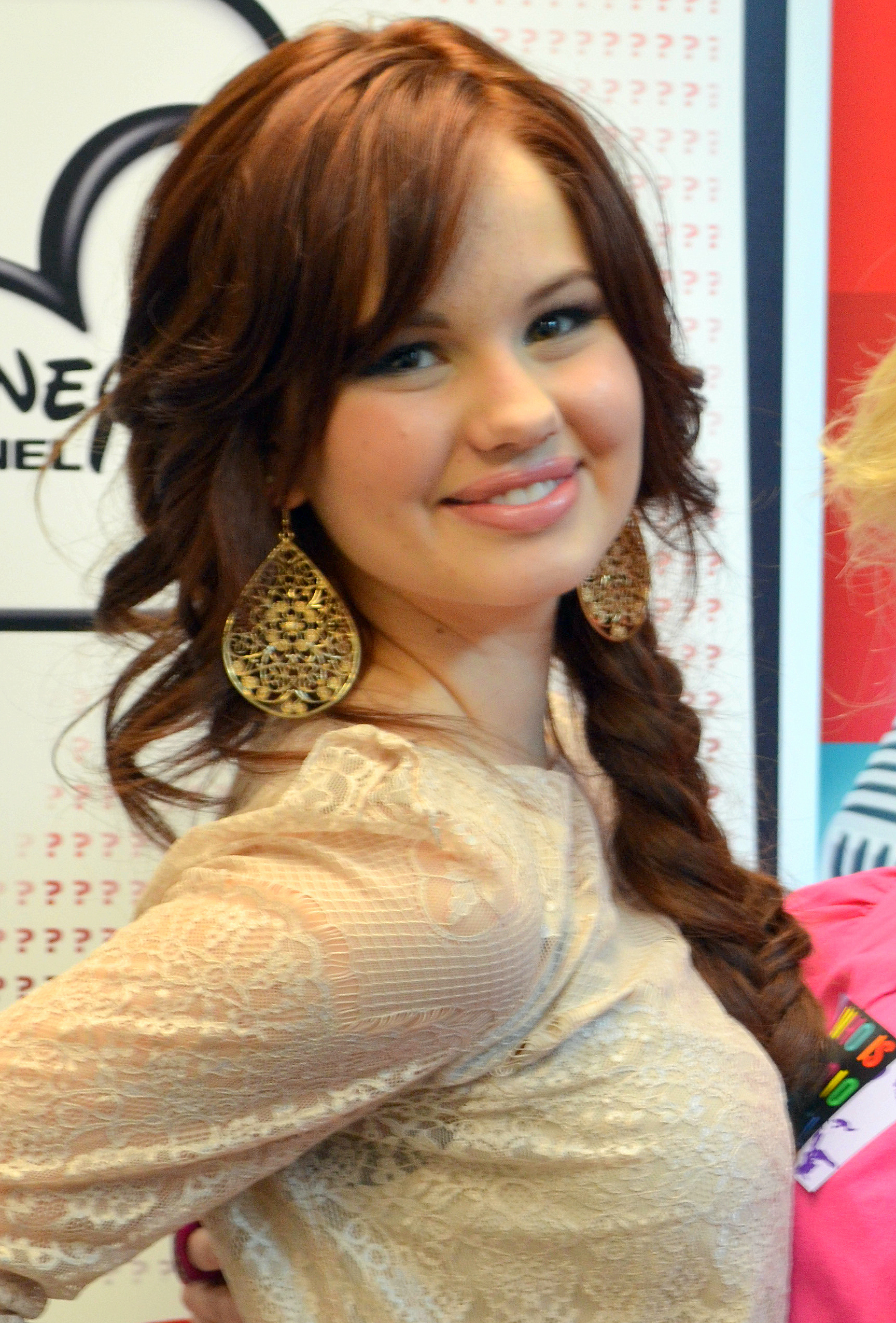
Debby Ryan, 2012

- 13. Mai: Debby Ryan, US-amerikanische Schauspielerin
- 13. Mai: Tones and I, australische Singer-Songwriterin
- 14. Mai: Miranda Cosgrove, US-amerikanische Schauspielerin
- 14. Mai: Joey Heindle, deutscher Sänger
- 14. Mai: Robin Meisner, deutscher Schauspieler
- 15. Mai: Mohamed Gouaida, französisch-tunesischer Fußballspieler
- 16. Mai: Johannes Thingnes Bø, norwegischer Biathlet
- 16. Mai: IU, südkoreanische Sängerin
- 18. Mai: Stephane Mvibudulu, deutsch-kongolesischer Fußballspieler
- 18. Mai: Siim-Tanel Sammelselg, estnischer Skispringer
- 18. Mai: Jessica Watson, australische Seglerin
- 19. Mai: Tess Lieder, niederländische Handballspielerin
- 23. Mai: Sargis Adamyan, armenischer Fußballspieler

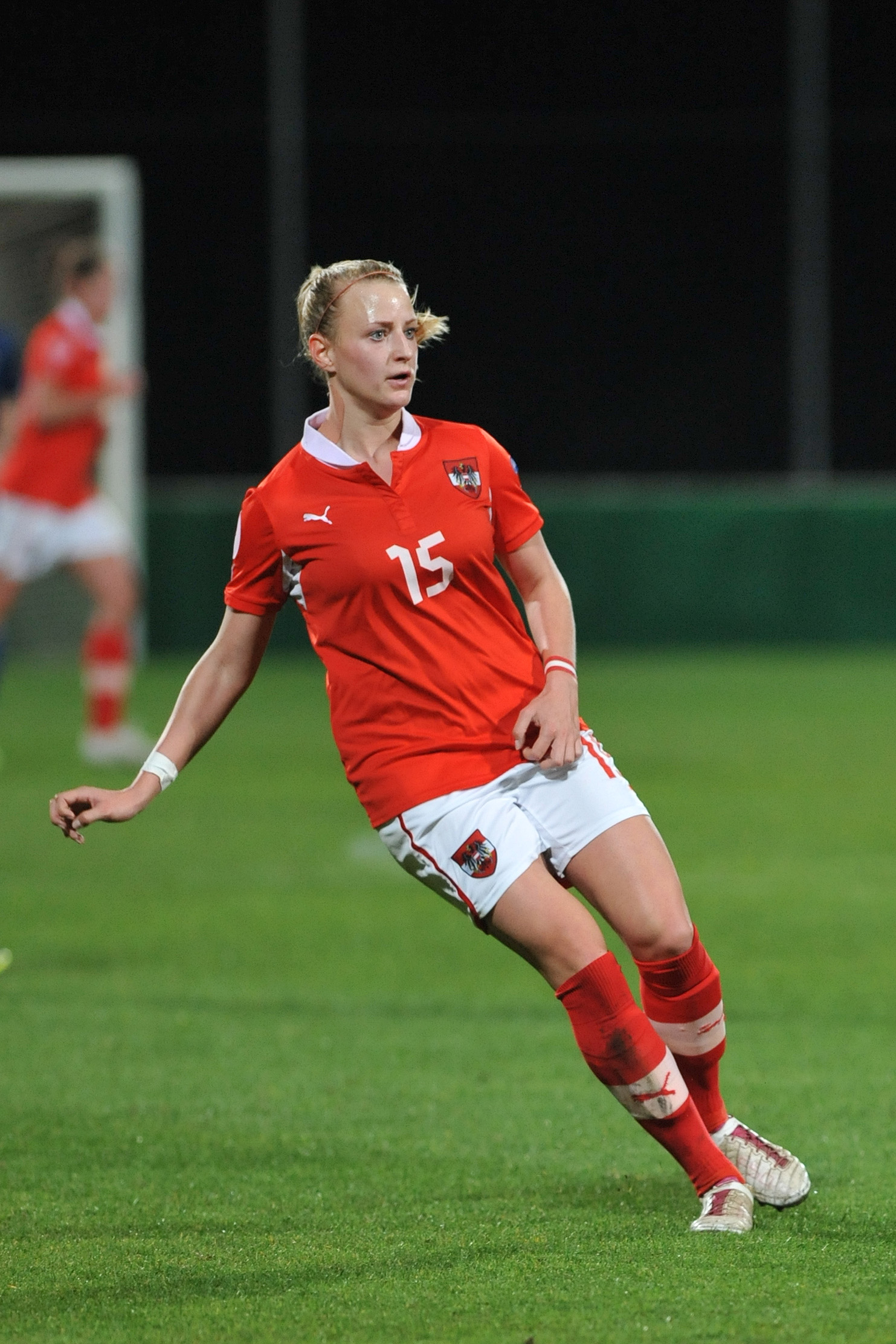
Virginia Kirchberger

- 25. Mai: Virginia Kirchberger, österreichische Fußballspielerin
- 25. Mai: Timo Letschert, niederländischer Fußballspieler
- 25. Mai: Nikolai Marzenko, russischer Automobilrennfahrer
- 26. Mai: Frédérique Rol, Schweizer Ruderin
- 27. Mai: Ivar Slik, niederländischer Radrennfahrer
- 29. Mai: Jessica Bade, deutsche Fußballspielerin
- 29. Mai: Richard Carapaz, ecuadorianischer Radrennfahrer
- 31. Mai: Joel Armia, finnischer Eishockeyspieler

### Juni

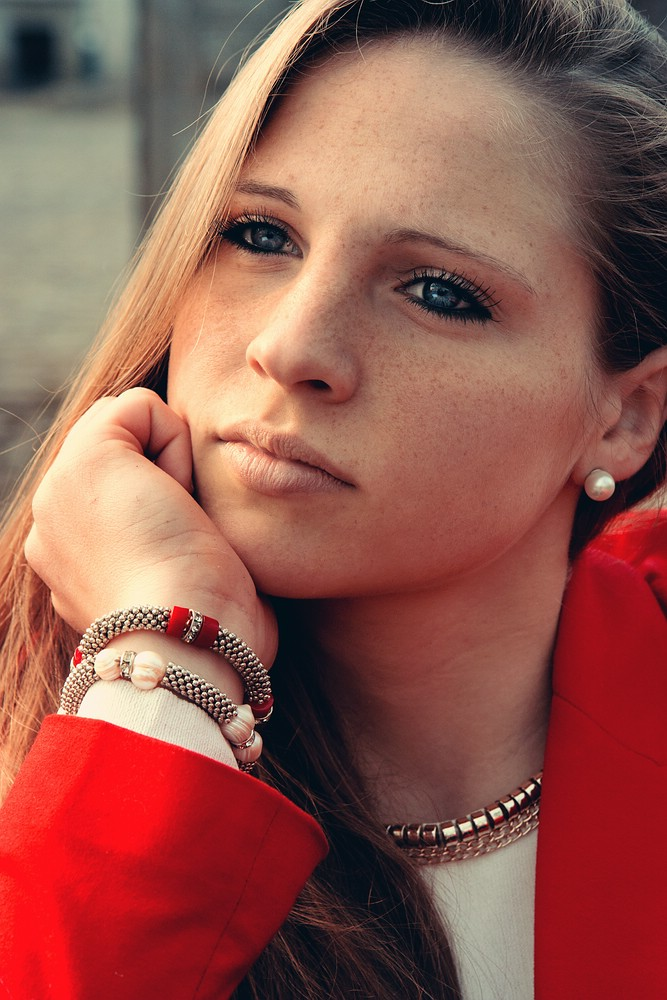
Laura Giuliani (2015)

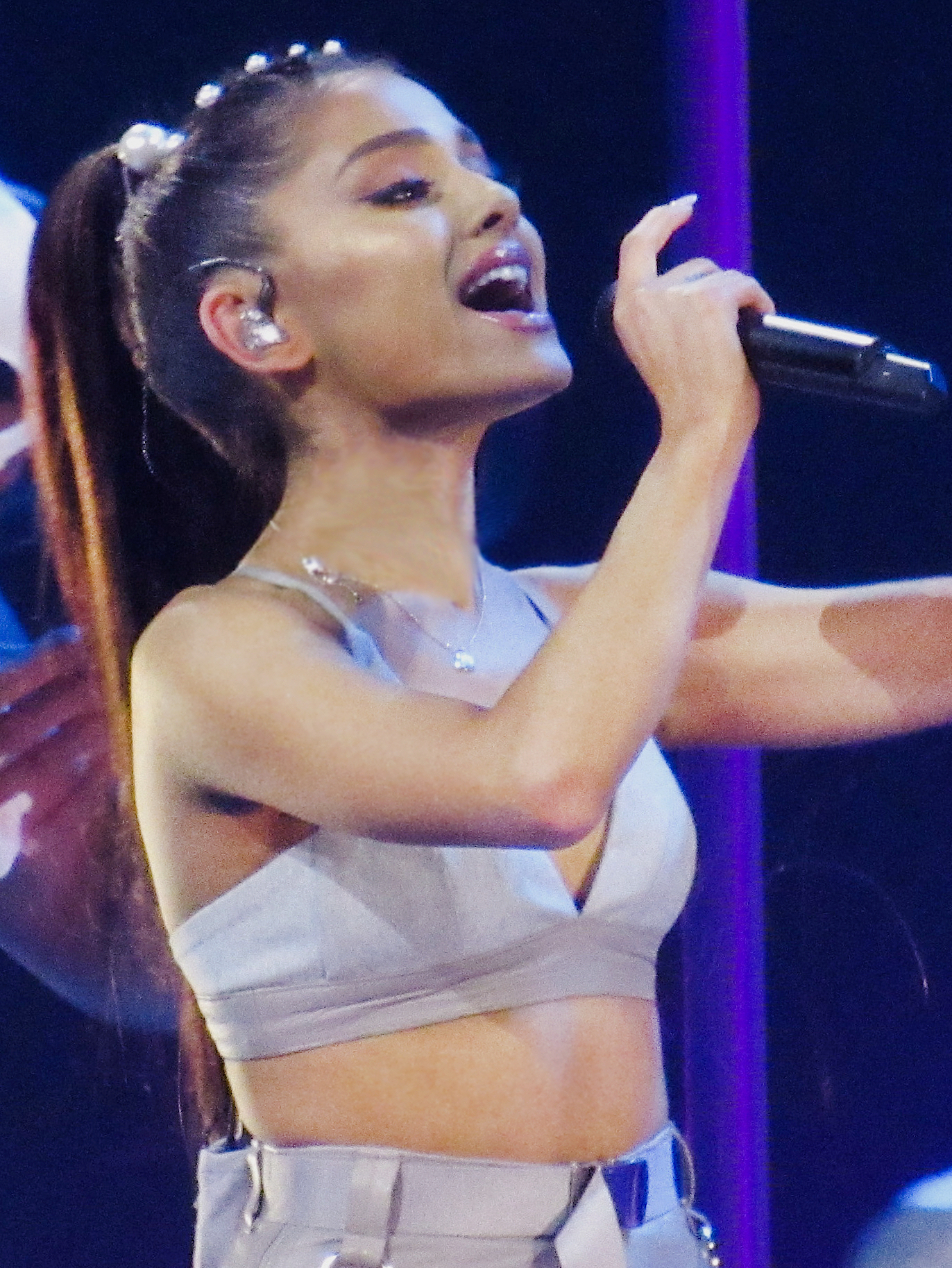
Ariana Grande, 2017

- 02. Juni: Thekla Hartmann, deutsche Schauspielerin
- 02. Juni: Patricia Merz, Schweizer Ruderin
- 02. Juni: Tjark Müller, deutscher Handballspieler
- 03. Juni: Otto Porter, US-amerikanischer Basketballspieler
- 03. Juni: Sabrina Gonzalez Pasterski, US-amerikanische Physikerin
- 04. Juni: Juan Iturbe, argentinischer Fußballspieler
- 05. Juni: Erdal Akdarı, deutsch-türkischer Fußballspieler
- 05. Juni: Eddie Cheever III, italienischer Automobilrennfahrer
- 05. Juni: Laura Giuliani, italienische Fußballtorfrau
- 05. Juni: Laurențiu Vamanu, rumänischer Biathlet
- 06. Juni: Luisa-Céline Gaffron, deutsche Schauspielerin
- 07. Juni: Emil Bernstorff, britisch-dänischer Automobilrennfahrer
- 07. Juni: George Ezra, britischer Singer-Songwriter
- 07. Juni: Jordan Fry, US-amerikanischer Schauspieler
- 08. Juni: Edisson Jordanov, bulgarisch-deutscher Fußballspieler
- 09. Juni: Alexa Marie Dannemiller, US-amerikanische Volleyballerin
- 09. Juni: Guillaume Martin, französischer Radrennfahrer
- 10. Juni: Percelle Ascott, britischer Schauspieler
- 11. Juni: Pascal Andres, deutscher Kino-, Fernseh- und Theaterschauspieler
- 13. Juni: Denis Ten, kasachischer Eiskunstläufer († 2018)
- 13. Juni: Simona Senoner, italienische Skispringerin († 2011)
- 13. Juni. Max Walscheid, deutscher Radrennfahrer
- 15. Juni: Cody Saintgnue, US-amerikanischer Schauspieler
- 16. Juni: Alex Len, ukrainischer Basketballspieler
- 16. Juni: Halapoulivaati Vaitai, US-amerikanischer American-Football-Spieler
- 18. Juni: Dennis Lloyd, israelischer Musiker
- 20. Juni: Johannes Brinkies, deutscher Fußballspieler
- 20. Juni: Sead Kolašinac, deutsch-bosnischer Fußballspieler
- 21. Juni: Dylan Groenewegen, niederländischer Radrennfahrer
- 22. Juni: Loris Karius, deutscher Fußballtorwart
- 22. Juni: Charley Ann Schmutzler, deutsche Schauspielerin
- 23. Juni: Marvin Grumann, deutscher Fußballspieler
- 24. Juni: Apostolos Angelis, griechischer Biathlet und Skilangläufer
- 24. Juni: Brandon Maïsano, französischer Automobilrennfahrer
- 25. Juni: Barney Clark, britischer Schauspieler
- 25. Juni: Jonas Koch, deutscher Radrennfahrer
- 25. Juni: Jarno Peters, deutscher Fußballtorhüter
- 26. Juni: Ariana Grande, US-amerikanische Schauspielerin
- 27. Juni: Kai Feldmann, deutscher Handballspieler
- 28. Juni: Bradley Beal, US-amerikanischer Basketballspieler
- 28. Juni: Kristina Erman, slowenische Fußballspielerin
- 28. Juni: Maximilian Schüttemeyer, deutscher Handballspieler
- 28. Juni: Simon Sezemsky, deutscher Eishockeyspieler
- 29. Juni: Eray Ataseven, türkischer Fußballspieler
- 29. Juni: Oliver Tree, US-amerikanischer Multimediakünstler und Musiker
- 30. Juni: Răzvan Umbrărescu, rumänischer Autorennfahrer

### Juli
- 01. Juli: Raini Rodriguez, US-amerikanische Schauspielerin
- 02. Juli: Ieva Zasimauskaitė, litauische Sängerin
- 03. Juli: Vincent Lacoste, französischer Schauspieler
- 03. Juli: Shinoona Salah al-Habsi, omanische Leichtathletin
- 04. Juli: Akın Açık, türkischer Fußballspieler
- 04. Juli: Haziq Kamaruddin, malaysischer Bogenschütze († 2021)
- 05. Juli: Jorge Polanco, dominikanischer Baseballspieler
- 07. Juli: Gabby Chaves, US-amerikanisch-kolumbianischer Automobilrennfahrer
- 08. Juli: Patrick Göbel, deutscher Fußballspieler
- 08. Juli: Lukas Greiderer, österreichischer Nordischer Kombinierer
- 09. Juli: Oliver Milde, deutscher Handballspieler
- 09. Juli: Saskia Rosendahl, deutsche Schauspielerin
- 09. Juli: Martin Tungevaag, norwegischer DJ und Produzent
- 10. Juli: Mohamad Awata, syrischer Fußballspieler
- 10. Juli: Florian Sénéchal, französischer Radrennfahrer
- 13. Juli: Takehiro Watanabe, japanischer Nordischer Kombinierer
- 15. Juli: Ömer Arslan, türkischer Fußballspieler
- 16. Juli: Ashton Götz, deutscher Fußballspieler
- 16. Juli: Alexander Ipatov, ukrainischer Schachspieler
- 17. Juli: Hadnet Kidane Asmelash, äthiopische Radsportlerin
- 18. Juli: Casey Veggies, US-amerikanischer Rapper
- 18. Juli: Lucas Altenstrasser, deutscher Fußballspieler
- 18. Juli: Mats Rits, belgischer Fußballspieler
- 19. Juli: Meike Schmelzer, deutsche Handballspielerin
- 20. Juli: Måns Grenhagen, schwedischer Automobilrennfahrer
- 20. Juli: Adam Maher, niederländischer Fußballspieler
- 20. Juli: Steven Adams, US-amerikanischer Basketballspieler
- 23. Juli: Roy Robertson-Harris, US-amerikanischer American-Football-Spieler
- 23. Juli: Lili Simmons, US-amerikanische Schauspielerin
- 24. Juli: Eliza Butterworth, britische Schauspielerin und Synchronsprecherin
- 24. Juli: Nina Heglund, norwegisch-britische Handballspielerin
- 24. Juli: Andreas Linde, schwedischer Fußballtorwart
- 25. Juli: Marco Aulbach, deutscher Fußballtorwart
- 25. Juli: Fedor Holz, deutscher Pokerspieler und Unternehmer
- 26. Juli: Elizabeth Gillies, US-amerikanische Schauspielerin
- 26. Juli: Sophie Koch (* 1993), deutsche Politikerin (SPD)
- 26. Juli: Taylor Momsen, US-amerikanische Schauspielerin
- 26. Juli: Danny van Poppel, niederländischer Radrennfahrer
- 27. Juli: Shady Ahdy Iskandar, ägyptischer Fußballspieler
- 27. Juli: Llewellyn Reichman, deutsche Schauspielerin

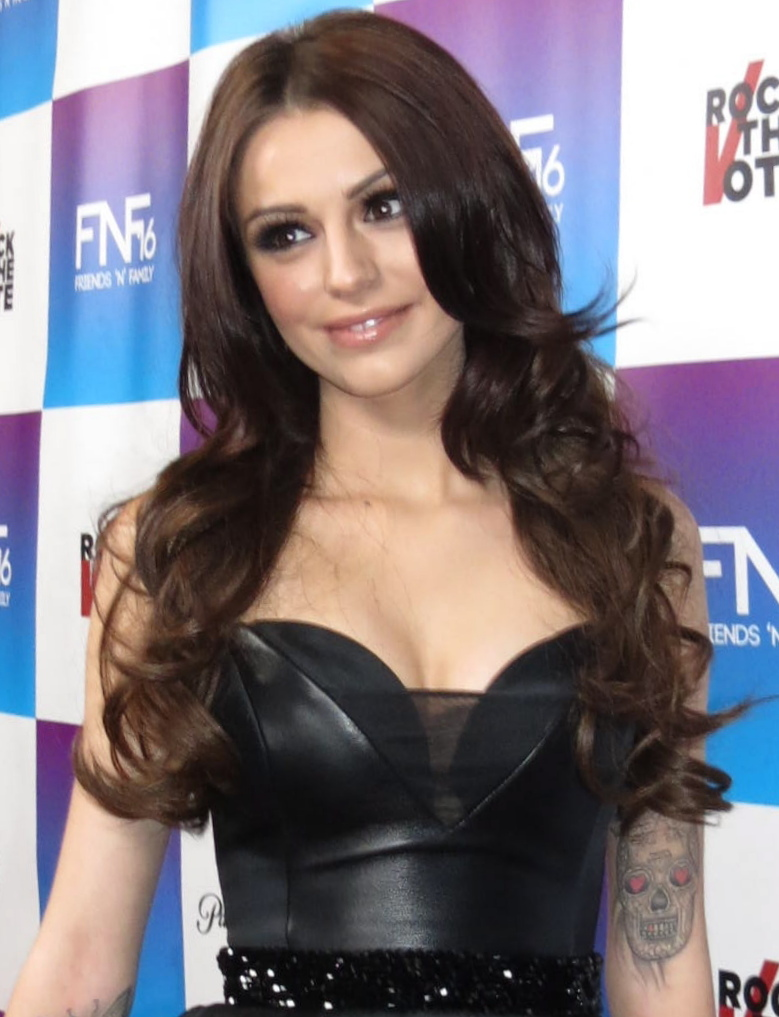
Cher Lloyd, 2013

- 28. Juli: Cher Lloyd, britische Schauspielerin
- 28. Juli: Linus Schütz, deutscher Schauspieler
- 30. Juli: Michelle Barthel, deutsche Schauspielerin
- 31. Juli: Ümit Yasin Arslan, türkischer Fußballspieler
- 31. Juli: Anne Hubinger, deutsche Handballspielerin

### August
- 01. August: Alejandro Abrines Redondo, spanischer Basketballspieler
- 01. August: Leon Thomas III, US-amerikanischer Schauspieler
- 02. August: Marcel Zuschlag, deutscher Schauspieler
- 03. August: Matteo Politano, italienischer Fußballspieler
- 03. August: Paula Riemann, deutsche Schauspielerin
- 04. August: Max Gruber, deutscher Musiker (bekannt als Drangsal)
- 05. August: Anna Köhler, deutsche Bobfahrerin
- 06. August: David Hugo Schmitz, deutscher Schauspieler
- 07. August: Martti Nõmme, estnischer Skispringer
- 10. August: Joakim Aune, norwegischer Skispringer
- 10. August: Andre Drummond, US-amerikanischer Basketballspieler
- 11. August: Alyson Stoner, US-amerikanische Schauspielerin
- 13. August: Jonas Folger, deutscher Motorradrennfahrer
- 13. August: Andreas Žampa, slowakischer Skirennläufer
- 14. August: Kinaua Biribo, kiribatische Judoka
- 14. August: Santino Kenyi, südsudanesischer Mittelstreckenläufer
- 15. August: J. D. McKissic, US-amerikanischer American-Football-Spieler
- 15. August: Thomas Schubert, österreichischer Schauspieler
- 16. August: Victoria Swarovski, österreichische Popsängerin und Fernsehmoderatorin
- 16. August: Miha Robič, slowenischer Fußballspieler († 2021)
- 16. August: Karien Robbers, niederländische Ruderin
- 17. August: Ederson, brasilianischer Fußballtorwart

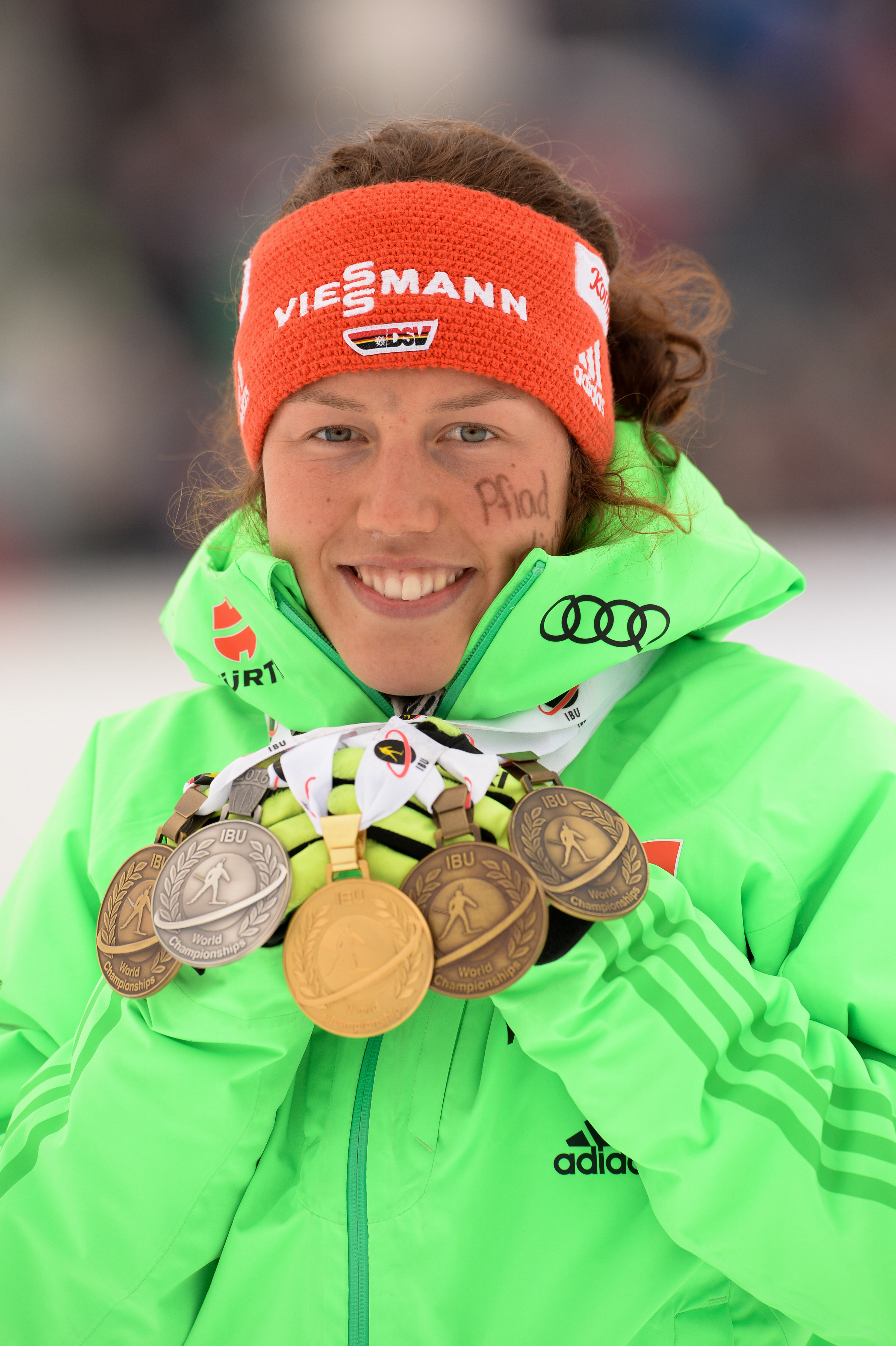
Laura Dahlmeier (2016)

- 17. August: Johannes Geis, deutscher Fußballspieler
- 17. August: Sarah Sjöström, schwedische Schwimmerin
- 18. August: Gökhan Açıkgöz, türkischer Fußballspieler
- 18. August: Maia Mitchell, australische Schauspielerin
- 21. August: Adam Hunt, englischer Dartspieler
- 21. August: Jonas Thümmler, deutscher Handballspieler
- 22. August: Laura Dahlmeier, deutsche Biathletin († 2025)
- 23. August: Pacharakamol Arkornsakul, thailändische Badmintonspielerin
- 23. August: Dennis Doden, deutscher Handballspieler
- 24. August: Marina Rajčić, montenegrinische Handballspielerin
- 25. August: Hannah Stevenson, britische Skeletonpilotin
- 25. August: Li Zhi Chong, chinesischer Automobilrennfahrer
- 26. August: Keke Palmer, US-amerikanische Schauspielerin
- 27. August: Sarah Hecken, deutsche Eiskunstläuferin
- 27. August: Alessio Picariello, belgischer Autorennfahrer
- 29. August: Lucas Cruikshank, US-amerikanischer Schauspieler und Synchronsprecher
- 29. August: Jacopo Mosca, italienischer Radrennfahrer
- 29. August: Liam Payne, britischer Sänger, Mitglied der Band One Direction († 2024)
- 29. August: Frederic Vystavel, dänischer Ruderer
- 30. August: Paco Alcácer, spanischer Fußballspieler
- 30. August: Caroline Müller-Korn, deutsche Handballspielerin

### September
- 01. September: Ilona Mitrecey, französische Sängerin
- 01. September: Megan Nicole, US-amerikanische Singer-Songwriterin, Schauspielerin und Model
- 03. September: Dominic Thiem, österreichischer Tennisspieler
- 04. September: Matej Ašanin, kroatischer Handballspieler
- 04. September: Anthony Camara, kanadischer Eishockeyspieler
- 04. September: Jody Fannin, britischer Autorennfahrer
- 04. September: Jeremy Mockridge, deutscher Schauspieler
- 06. September: Jack Haig, australischer Radrennfahrer
- 07. September: Negah Amiri, deutsche Stand-up-Comedienne und Moderatorin
- 08. September: Alexander Hack, deutscher Fußballspieler
- 08. September: Jeffrey Sparidaans, niederländischer Dartspieler
- 10. September: Breshad Perriman, US-amerikanischer American-Football-Spieler
- 11. September: Gheorghe Pop, rumänischer Biathlet
- 11. September: Wes Schweitzer, US-amerikanischer American-Football-Spieler
- 13. September: Damiano Cima, italienischer Radrennfahrer
- 13. September: Niall Horan, irischer Sänger, Mitglied der Band One Direction
- 14. September: Andrés Artuñedo Martinavarro, spanischer Tennisspieler
- 14. September: Ramzi Boukhiam, marokkanischer Surfer
- 15. September: Dennis Schröder, deutscher Basketballspieler
- 17. September: Martijn Lakemeier, niederländischer Schauspieler
- 17. September: Alex Lynn, britischer Automobilrennfahrer
- 17. September: Nikolai Nikolajewitsch Prochorkin, russischer Eishockeyspieler
- 18. September: Mariana Avitia, mexikanische Bogenschützin
- 18. September: Sebastian Maier, deutscher Fußballspieler
- 18. September: Patrick Schwarzenegger, US-amerikanischer Schauspieler
- 19. September: Mo Alie-Cox, US-amerikanischer American-Football-Spieler
- 19. September: Mario Pavelic, österreichischer Fußballspieler
- 21. September: Wendy Güntensperger, Schweizer Schauspielerin
- 24. September: Kevin Ceccon, italienischer Automobilrennfahrer
- 24. September: Jamia Fields, US-amerikanische Fußballspielerin
- 24. September: Ben Platt, US-amerikanischer Schauspieler
- 24. September: Ahmed Sassi, tunesischer Fußballspieler
- 25. September: Arlind Ajeti, Schweizer Fußballspieler
- 25. September: Greg Tarzan Davis, US-amerikanischer Schauspieler
- 26. September: Michael Kidd-Gilchrist, US-amerikanischer Basketballspieler
- 27. September: Patrick Mölleken, deutscher Schauspieler, Hörspiel- und Synchronsprecher
- 28. September: Franziska Schubert, deutsche Skispringerin
- 29. September: Fouad Ambelj, marokkanisch-österreichischer Breaker
- 30. September: Philipp Max, deutscher Fußballspieler
- 30. September: Ernest Prišlič, slowenischer Skispringer

### Oktober
- 01. Oktober: Ronny Marcos, deutscher Fußballspieler
- 01. Oktober: Go Sonehara, japanischer Nordischer Kombinierer
- 02. Oktober: Aaro Vainio, finnischer Automobilrennfahrer
- 04. Oktober: Marvin Ajani, deutsch-nigerianischer Fußballspieler
- 04. Oktober: Mina, deutsche Sängerin
- 05. Oktober: Kathleen Frontzek, deutsche Schauspielerin
- 06. Oktober: Gil Popilski, israelischer Schachspieler
- 06. Oktober: Louis Vervaeke, belgischer Radrennfahrer
- 07. Oktober: Ryan Edwards, englischer Fußballspieler
- 08. Oktober: Gabriela Capová, tschechische Skirennläuferin

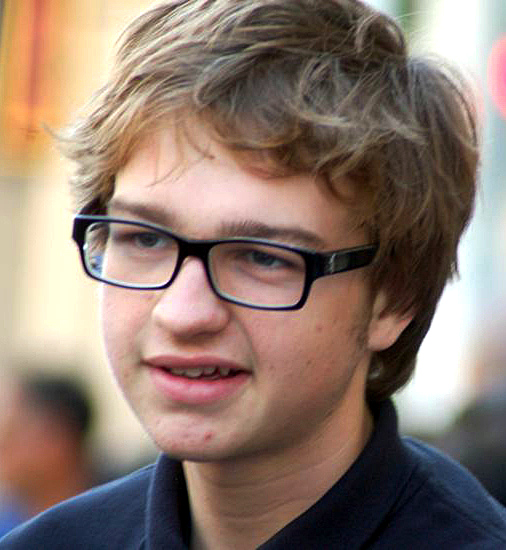
Angus T. Jones, 2011

- 08. Oktober: Angus T. Jones, US-amerikanischer Schauspieler
- 08. Oktober: Garbiñe Muguruza, spanische Tennisspielerin
- 09. Oktober: Wesley So, philippinischer Schachgroßmeister
- 11. Oktober: Anastassija Sergejewna Romanowa, russische Skirennläuferin
- 11. Oktober: Brandon Flynn, US-amerikanischer Schauspieler
- 12. Oktober: Luís Felipe Derani, brasilianischer Automobilrennfahrer
- 12. Oktober: Pierre Latour, französischer Radrennfahrer
- 13. Oktober: Paola Maria, deutsche Webvideoproduzentin
- 13. Oktober: Nobuharu Matsushita, japanischer Automobilrennfahrer
- 14. Oktober: Sverri Sandberg Nielsen, dänischer Ruderer
- 15. Oktober: Lucio Corsi, italienischer Cantautore
- 16. Oktober: Tanja Padutsch, deutsche Handballspielerin
- 16. Oktober: Clément Venturini, französischer Radrennfahrer
- 18. Oktober: Sarina Dijas, kasachische Tennisspielerin
- 18. Oktober: Chiaki Tomita, japanische Ruderin
- 19. Oktober: David Schmidt, deutscher Handballspieler
- 20. Oktober: Maximilian Kneller, deutscher Politiker
- 21. Oktober: Rahel Aschwanden, schweizerische Tischtennisspielerin
- 23. Oktober: Taylor Spreitler, US-amerikanische Schauspielerin
- 24. Oktober: Mariafe Artacho, australische Beachvolleyballspielerin
- 24. Oktober: Nabil Jeffri, malaysischer Automobilrennfahrer
- 25. Oktober: Xander Schauffele, US-amerikanischer Golfspieler
- 26. Oktober: Sergei Wassiljewitsch Karassjow, russischer Basketballspieler
- 26. Oktober: David Christopher Roth, österreichisch-deutscher Schauspieler
- 27. Oktober: Artjom Antonevitch, russisch-deutscher Handballspieler
- 27. Oktober: Cemre Anıl, türkische Tennisspielerin
- 27. Oktober: Korbinian Vollmann, deutscher Fußballspieler
- 29. Oktober: Alberto Bettiol, italienischer Radrennfahrer
- 29. Oktober: Niccolò Bonifazio, italienischer Radrennfahrer
- 29. Oktober: Daniel Kölbl, deutscher Politiker (CDU), Mitglied des Bundestages
- 29. Oktober: Robbie King, australischer Dartspieler
- 30. Oktober: Sara Magnaghi, italienische Ruderin
- 31. Oktober: Rikke Hald Andersen, norwegische Biathletin

### November
- 01. November: Andreas Guttmann, österreichischer Grasskiläufer
- 02. November: Nico Müller, deutscher Gewichtheber
- 04. November: Michael Gogl, österreichischer Radrennfahrer
- 04. November: Elisabeth Seitz, deutsche Turnerin
- 05. November: Leila Mimmack, britische Schauspielerin
- 06. November: Lilli Fichtner, deutsche Schauspielerin
- 06. November: Jak Knight, US-amerikanischer Komiker und Schauspieler († 2022)
- 06. November: Fausto Masnada, italienischer Radrennfahrer
- 06. November: Isaac Viñales, spanischer Motorradrennfahrer
- 07. November: Paul Pajduch, österreichischer Fußballtorhüter und Fußballfunktionär
- 08. November: Kevin Giovesi, italienischer Automobilrennfahrer
- 09. November: Halil Akbunar, türkischer Fußballspieler
- 10. November: Jannick Boldt, deutscher Handballspieler
- 11. November: Christian Fassnacht, Schweizer Fußballspieler
- 11. November: Milana Kozomara, bosnisch-herzegowinische Badmintonspielerin
- 11. November: Jamaal Lascelles, englischer Fußballspieler
- 11. November: Vicky Piria, italienische Automobilrennfahrerin
- 13. November: Francesca Farago, kanadische Influencerin und Reality-TV-Darstellerin
- 15. November: Paulo Dybala, argentinischer Fußballspieler
- 15. November: Valentina Margaglio, italienische Skeletonpilotin
- 16. November: Bahrudin Atajić, bosnisch-herzegowinischer Fußballspieler
- 16. November: Stefan Küng, schweizerisch-liechtensteinischer Radrennfahrer
- 16. November: Katharina Scheuba, österreichische Schauspielerin und Ärztin
- 17. November: Ryan Edwards, australischer Fußballspieler
- 19. November: Johanne Defay, französische Surferin
- 19. November: Suso, spanischer Fußballspieler
- 20. November: Man Asaad, syrischer Gewichtheber
- 20. November: Viviane Asseyi, französische Fußballspielerin
- 22. November: Kiara Brunken, deutsche Schauspielerin, Tänzerin und Sängerin
- 22. November: Thomas Dreßen, deutscher Skirennläufer
- 22. November: Adèle Exarchopoulos, französische Schauspielerin
- 22. November: Mattias Rönngren, schwedischer Skirennläufer
- 22. November: Marc Soler, spanischer Radrennfahrer
- 22. November: Dennis Jan Szczesny, deutsch-polnischer Handballspieler
- 23. November: Leissan Biktaschewa, russische Biathletin
- 23. November: Grgo Živković, kroatischer Fußballspieler
- 24. November: Ivi Adamou, zypriotische Sängerin
- 24. November: Jasper De Buyst, belgischer Radrennfahrer
- 24. November: Olena Schchumowa, ukrainische Rennrodlerin
- 25. November: Danny Kent, britischer Motorradrennfahrer
- 27. November: Qëndrim Guri, kosovarischer Radrennfahrer
- 29. November: Jacqueline Janzen, deutsche Eishockeyspielerin
- 30. November: Tom Blomqvist, schwedisch-britischer Automobilrennfahrer
- 30. November: Mia Goth, britische Schauspielerin
- 30. November: Tim Leibold, deutscher Fußballspieler
- 30. November: Lost Frequencies, belgischer DJ und Produzent

### Dezember

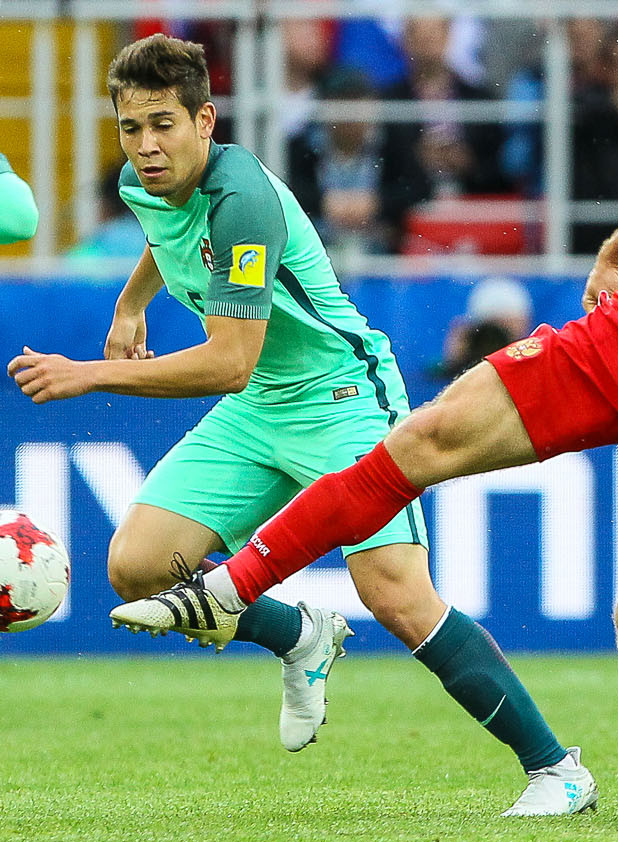
Raphaël Guerreiro (2017)

- 02. Dezember: Koen Bouwman, niederländischer Radrennfahrer
- 02. Dezember: Tiffany Gauthier, französische Skirennläuferin
- 02. Dezember: Dylan McLaughlin, US-amerikanischer Schauspieler
- 04. Dezember: Nataša Andonova, mazedonische Fußballspielerin
- 04. Dezember: Taco van der Hoorn, niederländischer Radrennfahrer
- 05. Dezember: Choe Hyo-sim, nordkoreanische Gewichtheberin
- 05. Dezember: Michelle Gisin, Schweizer Skirennfahrerin
- 05. Dezember: Luciano Vietto, argentinischer Fußballspieler
- 06. Dezember: Elián González, kubanisches Flüchtlingskind
- 07. Dezember: Damian Lohr, deutscher Politiker
- 07. Dezember: Ramon Roselly, deutscher Sänger
- 07. Dezember: Jasmine Villegas, US-amerikanische Pop- und R&B-Sängerin
- 07. Dezember: Rick Zabel, deutscher Radrennfahrer
- 08. Dezember: Kristin Alia Hunold, deutsche Schauspielerin und Sprecherin
- 08. Dezember: Ronny Minkwitz, deutscher Fußballspieler
- 09. Dezember: Hazel Brugger, schweizerisch-deutsche Stand-up-Comedian
- 09. Dezember: Eleanor Furneaux, britische Skeletonfahrerin
- 09. Dezember: Laura Smulders, niederländische Radrennfahrerin (BMX)
- 10. Dezember: Hampus Wanne, schwedischer Handballspieler
- 11. Dezember: Chris Froggatt, britischer Autorennfahrer
- 12. Dezember: Kevin Holmström, schwedischer Sänger und Comedian
- 13. Dezember: Patrick Zieker, deutscher Handballspieler
- 14. Dezember: Antonio Giovinazzi, italienischer Automobilrennfahrer
- 14. Dezember: Sasha Hostyn, kanadische E-Sportlerin
- 14. Dezember: Thanawat Thirapongpaiboon, thailändischer Snookerspieler
- 16. Dezember: Jyoti Amge, indische Rekordhalterin
- 16. Dezember: Nick Kenny, walisischer Dartspieler
- 18. Dezember: Valtònyc, spanischer Rapper
- 19. Dezember: Nik Dodani, US-amerikanischer Schauspieler
- 19. Dezember: Leonardo Bittencourt, deutscher Fußballspieler
- 20. Dezember: Andrea Belotti, italienischer Fußballspieler
- 22. Dezember: Raphaël Guerreiro, portugiesischer Fußballspieler
- 22. Dezember: Meghan Trainor, US-amerikanische Sängerin und Songwriterin
- 22. Dezember: Artem Tyschtschenko, ukrainischer Biathlet
- 23. Dezember: Felix Großschartner, österreichischer Radrennfahrer
- 24. Dezember: Ririn Amelia, indonesische Badmintonspielerin
- 24. Dezember: Millie Brady, britische Schauspielerin
- 26. Dezember: Espen Bjørnstad, norwegischer Nordischer Kombinierer
- 26. Dezember: Florian Gruber, deutscher Kitesurf-Weltmeister
- 27. Dezember: Olivia Cooke, US-amerikanische Schauspielerin
- 30. Dezember: Charlie Guest, britische Skirennläuferin
- 30. Dezember: Jake Jones, englischer Dartspieler
- 30. Dezember: Älibek Omarow, kasachischer Billardspieler
- 30. Dezember: Aleksandrs Patrijuks, lettischer Biathlet

### Tag unbekannt
- Anton Andreew, deutscher Schauspieler
- Franziska Brandmeier, deutsche Schauspielerin
- Jan-David Bürger, deutscher Schauspieler
- Victor Caire, französischer Filmregisseur
- Rebecca Dyson-Smith, britisch-deutsche Schauspielerin
- Enrique Fiß, deutscher Schauspieler
- Julius Forster, deutscher Schauspieler
- Gabriel Grapperon, französischer Filmregisseur
- Ruby Hall, australische Schauspielerin
- Meriel Hinsching, deutsche Schauspielerin
- Gregor Kohlhofer, österreichischer Schauspieler
- Felix Kreutzer, deutscher Schauspieler
- Anika Lamade, deutsche Schauspielerin
- Dennis Mojen, deutscher Schauspieler
- Magdalena Müller, deutsche Schauspielerin
- Melanie Nerlich, deutsche Politikerin (Bündnis 90/Grüne)
- Pujan Sadri, deutscher Schauspieler
- Lucas Reiber, deutscher Schauspieler
- Sina Richardt, deutsche Schauspielerin
- Salomo Schweizer, Schweizer Oboist
- Runa Schymanski, deutsch-schwedische Schauspielerin
- Juri Senft, deutscher Schauspieler
- Madieu Ulbrich, deutscher Schauspieler und Sprecher
- Marcel Zuschlag, deutscher Schauspieler

## Gestorben

### Januar
- 01. Januar: Tony Echavarría, dominikanischer Sänger und Kabarettist (* 1926)
- 01. Januar: Eva Niestrath-Berger, deutsche Bildhauerin (* 1914)
- 01. Januar: Anna Wimschneider, deutsche Bäuerin und Schriftstellerin (* 1919)
- 03. Januar: Will Walls, US-amerikanischer American-Football-Spieler und -Trainer (* 1912)
- 05. Januar: Juan Benet, spanischer Schriftsteller (* 1927)
- 06. Januar: Dizzy Gillespie, US-amerikanischer Jazzmusiker, Komponist, Sänger und Bandleader (* 1917)
- 06. Januar: Elke Kast, deutsche Fernsehansagerin (* 1946)

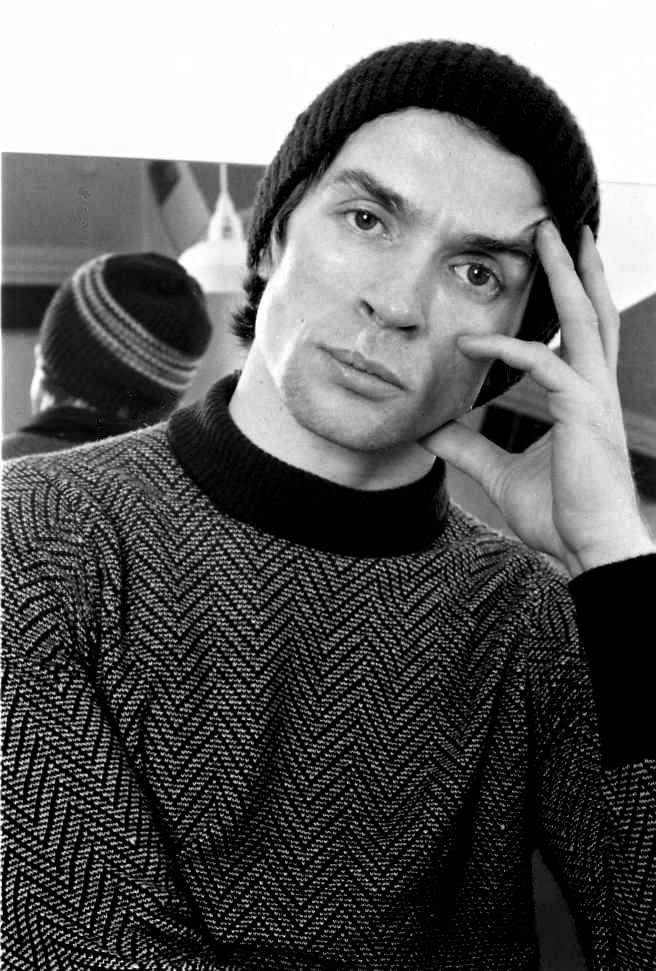
Rudolf Nurejew

- 06. Januar: Rudolf Nurejew, russisch-österreichischer Ballett-Tänzer (* 1938)
- 08. Januar: Herbert Trantow, deutscher Komponist und Dirigent (* 1903)
- 09. Januar: Mario Genta, italienischer Fußballspieler und -trainer (* 1912)
- 09. Januar: Sir Paul Meernaa Caedwalla Hasluck, australischer Politiker (* 1905)
- 10. Januar: Günther Abendroth, deutscher Politiker (* 1920)
- 11. Januar: Elsa Piaggio, argentinische Pianistin und Musikpädagogin (* 1906)
- 13. Januar: Mozart Camargo Guarnieri, brasilianischer Komponist (* 1907)
- 13. Januar: Ludwig Metzger, deutscher Politiker (* 1902)
- 13. Januar: René Pleven, französischer Politiker (* 1901)
- 14. Januar: Vic Abens, luxemburgischer Widerstandskämpfer und Politiker (* 1912)
- 14. Januar: Geoff Brown, britischer Vulkanologe und Geologe (* 1945)
- 14. Januar: Gregor Determann, deutscher Politiker (* 1911)
- 14. Januar: Néstor García, kolumbianischer Vulkanologe (* 1954)
- 14. Januar: Igor Alexandrowitsch Menjailow, russischer Vulkanologe (* 1937)
- 14. Januar: Carlos Trujillo, kolumbianischer Bauingenieur (* 1956 oder 1957)
- 15. Januar: J. Allen Frear, US-amerikanischer Politiker (* 1903)
- 15. Januar: Henry Iba, US-amerikanischer Basketballtrainer (* 1904)
- 16. Januar: Wisa von Westphalen, deutsche Kunstmalerin (* 1910)
- 17. Januar: Barbara Buczek, polnische Komponistin, Pianistin und Musikpädagogin (* 1940)
- 17. Januar: Li Stadelmann, deutsche Cembalistin und Pianistin (* 1900)
- 18. Januar: Karl Bosl, deutscher Historiker (* 1908)

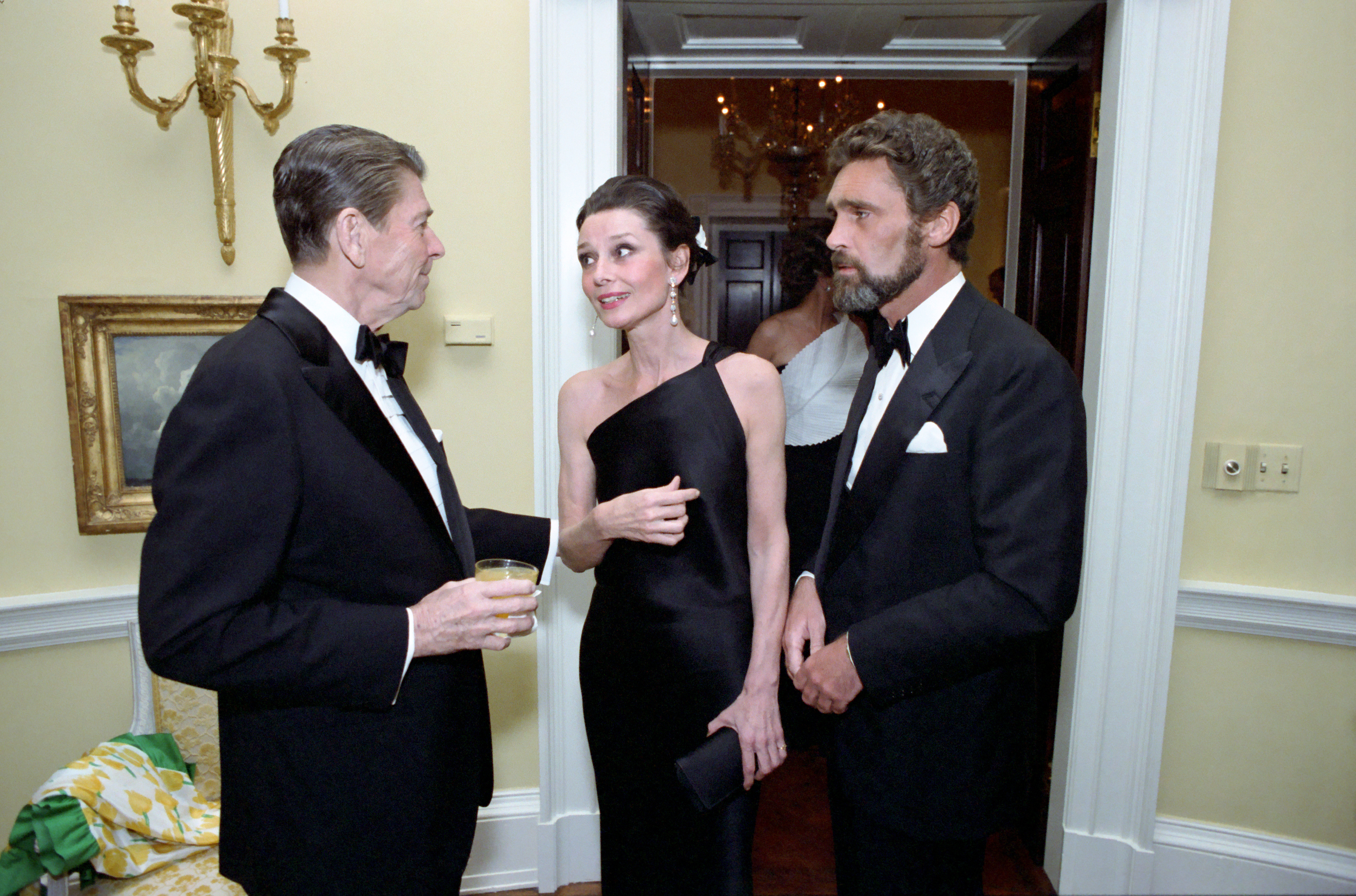
Audrey Hepburn, 1981 mit Präsident Reagan und Robert Wolders

- 20. Januar: Joseph Anthony, US-amerikanischer Schauspieler, Regisseur und Tänzer (* 1912)
- 20. Januar: Audrey Hepburn, Schauspielerin britisch-niederländischer Herkunft (* 1929)
- 21. Januar: Felice Borel, italienischer Fußballspieler (* 1914)
- 21. Januar: Leo Löwenthal, deutscher Literatursoziologe (* 1900)
- 22. Januar: Héctor Adolfo De Bourgoing, argentinisch-französischer Fußballer (* 1934)
- 22. Januar: Guillermo Graetzer, argentinischer Komponist, Musikpädagoge und -wissenschaftler (* 1914)
- 22. Januar: Abe Kōbō, japanischer Schriftsteller (* 1924)
- 22. Januar: Jim Pollard, US-amerikanischer Basketballspieler (* 1922)
- 23. Januar: Thomas A. Dorsey, Blues- und Gospel-Sänger und Pianist (* 1899)
- 24. Januar: Henry Abel Smith, britischer Offizier und Gouverneur von Queensland (* 1900)
- 24. Januar: Thurgood Marshall, Bürgerrechtler, Mitglied des Obersten Gerichtshofs der USA (* 1908)
- 25. Januar: Martin Lohmann, deutscher Wirtschaftswissenschaftler (* 1901)
- 26. Januar: Axel von dem Bussche, Offizier des Heeres während des Zweiten Weltkrieges (* 1919)
- 27. Januar: André René Roussimoff, französischer Wrestler, Schauspieler und WWE Hall of Famer, André the Giant (* 1946)
- 29. Januar: Walter Kolbenhoff, deutscher Schriftsteller, Journalist und Rundfunkredakteur (* 1908)
- 29. Januar: Kay Lorentz, deutscher Kabarettist und Theatergründer (* 1920)

### Februar
- 02. Februar: Charles Vincent Aubrun, französischer Romanist und Hispanist (* 1906)
- 02. Februar: Michael Klein, rumänischer Fußballspieler (* 1959)
- 02. Februar: Helmut Schoeck, österreichischer Soziologe (* 1922)
- 03. Februar: Carl Auböck, österreichischer Industriedesigner und Architekt (* 1924)
- 03. Februar: Georg Augustin, deutscher Jurist (* 1904)
- 03. Februar: Paul Emery, britischer Automobilrennfahrer und Konstrukteur (* 1916)
- 04. Februar: Dieter Fingerhuth, deutscher Brigadegeneral (* 1920)
- 05. Februar: Hans Jonas, deutsch-jüdischer Philosoph und Ethiker (* 1903)
- 05. Februar: Joseph L. Mankiewicz, US-amerikanischer Filmregisseur (* 1909)
- 06. Februar: Arthur Ashe, US-amerikanischer Tennisspieler (* 1943)
- 07. Februar: Fritz Straßner, deutscher Schauspieler (* 1919)
- 08. Februar: Douglas Heyes, US-amerikanischer Drehbuchautor und Regisseur (* 1919)
- 08. Februar: Franz Schnyder, Schweizer Filmregisseur (* 1910)
- 09. Februar: Zenon Brzewski, polnischer Musikpädagoge und Geiger (* 1923)
- 09. Februar: Donald Mackey, kanadischer Organist, Chorleiter und Musikpädagoge (* 1920)
- 11. Februar: Robert W. Holley, US-amerikanischer Biochemiker und Nobelpreisträger (* 1922)
- 12. Februar: James Bulger, britisches Mordopfer (* 1990)
- 15. Februar: Louis Häfliger, Delegierter des Internationalen Komitees vom Roten Kreuz (* 1904)
- 17. Februar: Josef Wicki, Schweizer Jesuit und Missionshistoriker (* 1904)
- 18. Februar: Erwin Thiesies, deutscher Rugbyspieler und -trainer (* 1908)
- 20. Februar: Ferruccio Lamborghini, Autobauer und Vater der Automarke Lamborghini (* 1916)
- 21. Februar: Jean Lecanuet, französischer Politiker (* 1920)
- 21. Februar: Inge Lehmann, dänische Seismologin (* 1888)
- 21. Februar: Herbert Wahrendorf, deutscher Pädagoge, Sportler und Sportfunktionär (* 1919)
- 23. Februar: Helmut Braselmann, deutscher Feldhandballspieler (* 1911)
- 23. Februar: Walburga Wegner, deutsche Opernsängerin (* 1908)
- 24. Februar: Bobby Moore, britischer Fußballspieler (* 1941)
- 25. Februar: Eddie Constantine, US-amerikanischer Filmschauspieler (* 1917)
- 26. Februar: Beaumont Newhall, US-amerikanischer Autor, Fotohistoriker und Kurator (* 1908)
- 26. Februar: Arthur Maria Rabenalt, deutscher Regisseur (* 1905)
- 27. Februar: Lillian Gish, US-amerikanische Filmschauspielerin (* 1893)
- 27. Februar: Marģeris Zariņš, lettischer Komponist und Schriftsteller (* 1910)
- 28. Februar: Ishirō Honda, japanischer Filmregisseur (* 1911)
- 28. Februar: Karl Richard Tschon, deutscher Schriftsteller und Hörspielautor (* 1923)

### März
- 01. März: Arnold Dannenmann, evangelischer Theologe (* 1907)
- 02. März: Ryszard Kwiatkowski, polnischer Komponist (* 1931)
- 02. März: Annemarie Schradiek, deutsche Schauspielerin (* 1907)
- 03. März: Albert Sabin, Arzt, Virologie, Entwickler der Polio-Schluckimpfung (* 1906)
- 04. März: Jerome Anthony Ambro junior, US-amerikanischer Politiker (* 1928)
- 04. März: Art Hodes, Jazz-Pianist, -Komponist, -Bandleader und -Journalist (* 1904)
- 05. März: Hans Christian Blech, deutscher Schauspieler (* 1915)
- 05. März: Cyril Collard, französischer Regisseur (* 1957)
- 06. März: Walther Geiser, Schweizer Komponist und Musikpädagoge (* 1897)
- 07. März: Duane Carter, US-amerikanischer Automobilrennfahrer (* 1913)
- 08. März: Don Barksdale, US-amerikanischer Basketballspieler (* 1923)
- 08. März: Wilhelm Georg Berger, Komponist und Musikwissenschaftler aus Rumänien (* 1929)
- 08. März: Jean Delemer, französischer Autorennfahrer (* 1904)
- 08. März: Anna Oppermann, deutsche bildende Künstlerin (* 1940)
- 08. März: Berent Schwineköper, deutscher Archivar und Historiker (* 1912)
- 09. März: Bob Crosby, US-amerikanischer Sänger und Big-Band-Leiter (* 1913)
- 09. März: Cyril Northcote Parkinson, britischer Historiker und Publizist (* 1909)
- 09. März: Max August Zorn, US-amerikanischer Professor der Mathematik (* 1906)
- 10. März: Guido Wieland, österreichischer Kammer- und Filmschauspieler, Regisseur (* 1906)
- 12. März: Robert Giscard, Arzt und einer der ersten sieben Brüder der Communauté de Taizé (* 1923)
- 12. März: Mac Speedie, US-amerikanischer American-Football-Spieler und -Trainer (* 1920)
- 12. März: Wang Zhen, chinesischer Politiker (* 1908)
- 13. März: Gene Hartley, US-amerikanischer Automobilrennfahrer (* 1926)
- 14. März: John Dembeck, kanadischer Geiger und Bratschist (* 1914)
- 14. März: Ahmad Ebādi, iranischer Setarspieler (* 1906)
- 15. März: Karl Mai, deutscher Fußballspieler (* 1928)
- 15. März: Ricardo Manuel Arias Espinoza, 29. Staatspräsident von Panama (* 1912)
- 16. März: Chishū Ryū, japanischer Schauspieler (* 1904)
- 17. März: Helen Hayes, US-amerikanische Schauspielerin (* 1900)
- 19. März: Alexei Iwanowitsch Adschubei, sowjetischer Journalist, Publizist und Politiker (* 1924)
- 19. März: Karen Dalton, US-amerikanische Folksängerin (* 1937)
- 19. März: Georges Garvarentz, französischer Komponist und Arrangeur (* 1932)
- 20. März: Polykarp Kusch, US-amerikanischer Physiker und Nobelpreisträger (* 1911)
- 21. März: Sebastiano Baggio, Kardinal der römisch-katholischen Kirche (* 1913)
- 21. März: Phyllis Holtby, kanadische Pianistin, Cembalistin und Musikpädagogin (* 1906)
- 21. März: Walther Wüst, Kurator der Forschungsgemeinschaft Deutsches Ahnenerbe e. V. (* 1901)
- 22. März: Gret Palucca, deutsche Tänzerin und Tanzpädagogin (* 1902)
- 22. März: Edith Potter, US-amerikanische Pathologin (* 1901)
- 23. März: Serizawa Kōjirō, japanischer Schriftsteller und Romancier (* 1896)
- 23. März: Hans Werner Richter, deutscher Schriftsteller (* 1908)
- 24. März: Julián de Ajuriaguerra Otxandiano, baskischer Neuropsychiater und Psychoanalytiker (* 1911)
- 24. März: John Hersey, US-amerikanischer Schriftsteller und Journalist (* 1914)
- 24. März: Fritz Lamerdin, deutscher Forstbeamter (* 1911)
- 25. März: Louis Mercier, US-amerikanischer Schauspieler französisch-algerischer Abstammung (* 1901)
- 26. März: Cale Boggs, US-amerikanischer Politiker (* 1909)
- 26. März: Reuben Fine, US-amerikanischer Schachspieler und Psychoanalytiker (* 1914)
- 26. März: Hans Leibundgut, Schweizer Forstwissenschaftler (* 1909)
- 27. März: Kamal Hasan Ali, ägyptischer General, Politiker und Premierminister (* 1921)
- 27. März: Charles Howard Anderson, US-amerikanischer Vielseitigkeitsreiter und Olympiasieger (* 1914)
- 27. März: Clifford Jordan, US-amerikanischer Jazz-Saxophonist (* 1931)
- 30. März: Arsène Auguste, haitianischer Fußballverteidiger (* 1951)
- 31. März: Brandon Lee, US-amerikanischer Schauspieler; Sohn von Bruce Lee (* 1965)

### April
- 01. April: Juan Carlos Teresa Silverio Alfonso de Borbón y Battenberg, Infant von Spanien und Graf von Barcelona (* 1913)
- 01. April: Alan Kulwicki, US-amerikanischer Automobilrennfahrer (* 1954)
- 03. April: Lydia Auster, estnische Komponistin (* 1912)
- 03. April: Alexandre Mnouchkine, russisch-französischer Filmproduzent (* 1908)
- 03. April: Götz Dieter Plage, deutscher Naturfilmer (* 1936)
- 04. April: Alfred Mosher Butts, US-amerikanischer Architekt und Spieleautor (* 1899)
- 04. April: Fritz Trautwein, Architekt (* 1911)
- 05. April: Miguelito García, kubanischer Sänger (* 1902)
- 06. April: Inge von Wangenheim, deutsche Schriftstellerin und Schauspielerin (* 1912)
- 07. April: Edward Adamczyk, polnischer Leichtathlet und Sportlehrer (* 1921)
- 07. April: Tonny Kristine Ahm, dänische Badmintonspielerin (* 1914)
- 07. April: Willi Meinck, deutscher Schriftsteller (* 1914)
- 08. April: Marian Anderson, US-amerikanische Opernsängerin (* 1897)
- 10. April: Chris Hani, südafrikanischer Politiker (* 1942)
- 11. April: Rolf Junghanns, deutscher Pianist und Musikwissenschaftler (* 1945)
- 13. April: Francisc Munteanu, rumänischer Schriftsteller, Filmregisseur und Drehbuchautor (* 1924)
- 13. April: Henning Schwarz, deutscher Politiker und Ministerpräsident von Schleswig-Holstein (* 1928)
- 14. April: Walther Kohlhase, deutscher Maler, Grafiker und Kunsterzieher (* 1908)
- 15. April: Uwe Beyer, deutscher Leichtathlet (* 1945)
- 15. April: Lucette Descaves, französische Pianistin (* 1906)
- 15. April: Eduard Rhein, Erfinder, Publizist und Schriftsteller (* 1900)
- 16. April: Josef Greindl, deutscher Sänger (Bass) (* 1912)
- 16. April: Fujieda Shizuo, japanischer Schriftsteller und Mediziner (* 1907)
- 17. April: Turgut Özal, Staats- und Ministerpräsident der Türkei (* 1927)
- 19. April: Steve Douglas, US-amerikanischer Rock-Saxophonist (* 1938)
- 19. April: Blas Galindo, mexikanischer Komponist (* 1910)
- 19. April: David Koresh, Anführer und selbsternannte Prophet der Branch Davidians (* 1959)
- 20. April: Cantinflas, Schauspieler, Sänger, Komiker und Produzent (* 1911)
- 20. April: Evelyne Hall, US-amerikanische Leichtathletin und Olympionikin (* 1909)
- 20. April: Friedrich Opferkuh, österreichischer Steinmetzmeister und Bildhauer (* 1923)
- 22. April: Bertus Aafjes, niederländischer Schriftsteller (* 1914)
- 23. April: Guido Carli, italienischer Ökonom und Politiker (* 1914)
- 23. April: César Chávez, Gründer der US-amerikanischen Landarbeitergewerkschaft (* 1927)
- 22. April: Walter Rempe, deutscher Politiker (* 1934)
- 23. April: Günther Storck, katholischer Priester und sedisvakantistischer Bischof (* 1938)
- 24. April: Gustl Bayrhammer, deutscher Schauspieler (* 1922)
- 24. April: Oliver Tambo, südafrikanischer Politiker (* 1917)
- 27. April: Jörgen Andersen, deutscher Politiker (* 1905)
- 27. April: Hans Sahl, deutscher Schriftsteller und Kritiker (* 1902)
- 28. April: Walentina Grisodubowa, sowjetische Pilotin (* 1909)
- 28. April: Werner Koch, Wertermittlungs-Experte (* 1927)
- 28. April: Jim Valvano, US-amerikanischer Basketballtrainer (* 1946)
- 29. April: Wilhelm Hanle, deutscher Physiker (* 1901)
- 29. April: Werner Kamenik (eigtl. Gustav Werner Steinmetz), deutscher Schauspieler (* 1910)
- 29. April: Mick Ronson, britischer Gitarrist, Komponist, Multiinstrumentalist, Arrangeur und Produzent (* 1946)
- 30. April: Marino Evaristo, argentinischer Fußballspieler (* 1908)

### Mai
- 01. Mai: Pierre Bérégovoy, französischer Politiker der Sozialisten (* 1925)
- 01. Mai: Warren P. Knowles, US-amerikanischer Politiker (* 1908)
- 02. Mai: Eddie Hertzberger, niederländischer Unternehmer und Autorennfahrer (* 1904)
- 02. Mai: André Moynet, französischer Flieger im Zweiten Weltkrieg, Politiker und Automobilrennfahrer (* 1921)
- 05. Mai: George William Ahr, US-amerikanischer Bischof (* 1904)
- 05. Mai: Witali Michailowitsch Bujanowski, russischer Hornist, Musikprofessor und Komponist (* 1928)
- 06. Mai: Robert Becker, US-amerikanischer Regisseur (* 1946)
- 07. Mai: Hap Sharp, US-amerikanischer Automobilrennfahrer (* 1928)
- 09. Mai: Iván Patachich, ungarischer Komponist und Dirigent (* 1922)
- 09. Mai: Freya Madeline Stark, eine englische Orient- und Forschungsreisende, Reiseschriftstellerin (* 1893)
- 12. Mai: Zeno Colò, italienischer Skirennläufer (* 1920)
- 12. Mai: Edda Seippel, deutsche Schauspielerin (* 1919)
- 14. Mai: Hugo Wiener, österreichischer Komponist und Pianist (* 1904)
- 18. Mai: Heinrich Albertz, deutscher Politiker (* 1915)
- 21. Mai: John Frost, britischer Generalmajor und Luftwaffenoffizier (* 1912)
- 23. Mai: Béatrice du Vinage, deutsch-schwedische Malerin, Grafikerin, Fotografin und Journalistin (* 1911)
- 24. Mai: Erni Finselberger, deutsche Politikerin (* 1902)
- 24. Mai: Hermann Vetters, österreichischer Archäologe (* 1915)
- 24. Mai: Luise Wulff, deutsche Grafikerin und Illustratorin (* 1935)
- 24. Mai: Juan Jesús Posadas Ocampo, Erzbischof von Guadalajara und Kardinal (* 1926)
- 25. Mai: Fikret Arıcan, türkischer Fußballspieler, -trainer und -funktionär (* 1911)
- 25. Mai: Buddhadasa, Buddhistischer Mönch (* 1906)
- 26. Mai: Jacek Bierezin, polnischer Poet und Oppositioneller (* 1947)
- 26. Mai: Hellmut Diwald, deutscher Historiker und Publizist (* 1924)
- 26. Mai: Karl-Reinhard von Schultzendorff, deutscher Brigadegeneral (* 1915)
- 27. Mai: Werner Stocker, deutscher Schauspieler (* 1955)
- 28. Mai: Ugo Locatelli, italienischer Fußballspieler (* 1916)
- 30. Mai: Takeharu Asō, japanischer Bergsteiger, Nordischer Skisportler und Leichtathlet (* 1899)
- 30. Mai: Sun Ra, Jazzkomponist und Jazzmusiker (* 1914)

### Juni
- 01. Juni: Austin Robinson, britischer Ökonom (* 1897)
- 05. Juni: Wolf Graf Baudissin, deutscher Offizier (* 1907)
- 05. Juni: Conway Twitty, US-amerikanischer Sänger (* 1933)
- 06. Juni: Sylvain Garant, französischer Automobilrennfahrer (* 1925)
- 06. Juni: Gui Mombaerts, belgischer Pianist und Musikpädagoge (* 1902)
- 07. Juni: Dražen Petrović, kroatischer Basketballspieler (* 1964)
- 08. Juni: Roberto Caamaño, argentinischer Komponist, Pianist und Musikpädagoge (* 1923)
- 09. Juni: Thomas E. Ammann, Schweizer Kunsthändler (* 1950)
- 09. Juni: Charles Plantivaux, französischer Automobilrennfahrer (* 1908)
- 10. Juni: Arleen Augér, US-amerikanische Sopranistin (* 1939)
- 11. Juni: Friedrich Thielen, deutscher Politiker (* 1916)
- 12. Juni: Monte Melkonian, US-amerikanischer politischer Aktivist, Asala-Terrorist und Freischärler (* 1957)
- 12. Juni: Ingeborg Weber-Kellermann, deutsche Volkskundlerin (* 1918)
- 13. Juni: Deke Slayton, US-amerikanischer Astronaut (* 1924)
- 15. Juni: John Connally, US-amerikanischer Politiker, Gouverneur von Texas, Finanzminister (* 1917)
- 15. Juni: James Hunt, britischer Automobilrennfahrer (* 1947)
- 18. Juni: Wilhelm A. Kewenig, deutscher Politiker (* 1934)
- 19. Juni: Helmut Fath, deutscher Motorradrennfahrer und -konstrukteur (* 1929)
- 19. Juni: Sir William Golding, britischer Schriftsteller und Nobelpreisträger (* 1911)
- 20. Juni: Hans Sachs, Nürnberger Oberstaatsanwalt (* 1912)
- 20. Juni: György Sárosi, ungarischer Fußballspieler und -trainer (* 1912)
- 21. Juni: Al Fairweather, britischer Musiker (* 1927)
- 21. Juni: André Frénaud, französischer Lyriker und Essayist (* 1907)
- 22. Juni: Walter Ableiter, deutscher Politiker (* 1922)
- 23. Juni: Edgar Schenkman, US-amerikanischer Dirigent und Musikpädagoge (* 1908)
- 24. Juni: Archie Williams, US-amerikanischer Sprinter und Olympiasieger (* 1915)
- 25. Juni: Mona Baptiste, trinidadische Blues- und Popsängerin (* 1928)
- 25. Juni: Miroslav Klega, tschechischer Komponist (* 1926)
- 26. Juni: Herbert Gruhl, deutscher Politiker und Umweltschützer (* 1921)
- 27. Juni: Wolfgang Grams, Terrorist der Rote Armee Fraktion (RAF) (* 1953)
- 27. Juni: Kurt Mahr, deutscher Schriftsteller (* 1934)
- 27. Juni: Michael Newrzella, deutscher GSG9-Beamter (* 1967)
- 28. Juni: GG Allin, US-amerikanischer Rock- und Punkmusiker (* 1956)
- 28. Juni: Frans Hendrik Breukelman, niederländischer reformierter Pfarrer und Theologieprofessor (* 1916)
- 28. Juni: Olga Costa, mexikanische Malerin (* 1913)
- 28. Juni: Vassilis Soukas, griechischer Klarinettist (* 1931)
- 29. Juni: Erich Deuser, Physiotherapeut der deutschen Fußballnationalmannschaft (* 1910)

### Juli
- 01. Juli: Gert Hofmann, deutscher Schriftsteller (* 1931)
- 02. Juli: Muhlis Akarsu, türkischer Bağlama-Spieler und Sänger (* 1948)
- 02. Juli: Fred Gwynne, US-amerikanischer Schauspieler und Autor (* 1926)
- 02. Juli: Clarence Melvin Zener, US-amerikanischer Physiker (* 1905)
- 03. Juli: Don Drysdale, US-amerikanischer Baseballspieler (* 1936)
- 03. Juli: Curly Joe DeRita, Komiker (* 1909)
- 03. Juli: Walter Markov, deutscher Historiker (* 1909)
- 04. Juli: Yvette Amice, französische Mathematikerin (* 1936)
- 04. Juli: Heinrich Körner, deutscher Bildhauer und Medailleur (* 1908)
- 06. Juli: Vladimír Skalický, tschechischer Botaniker (* 1930)
- 07. Juli: Lode Van Dessel, belgisch-amerikanischer Komponist und Organist (* 1909)
- 07. Juli: Günther Tietjen, deutscher Politiker und MdB (* 1943)
- 08. Juli: John Riseley-Prichard, britischer Automobilrennfahrer (* 1924)
- 09. Juli: Ern Baxter, kanadischer Geistlicher der Pfingstbewegung (* 1914)
- 10. Juli: Antanas Mončys, litauischer Bildhauer (* 1921)
- 11. Juli: Mario Bauzá, kubanischer Jazzmusiker (* 1911)
- 11. Juli: Alexei Konstantinowitsch Lebedew, russischer Tubist und Komponist (* 1924)
- 11. Juli: Fritz Münch, Schweizer Gewerkschaftsfunktionär (* 1903)
- 12. Juli: Gusti Huber, österreichische Theater- und Filmschauspielerin (* 1914)
- 13. Juli: Jürgen Frohriep, deutscher Schauspieler (* 1928)
- 14. Juli: Léo Ferré, französischer Chansonsänger und -komponist (* 1916)
- 16. Juli: Gretel Adorno, deutsche Chemikerin und Unternehmerin (* 1902)
- 17. Juli: Gunter Gudian, deutscher Rechtshistoriker (* 1932)
- 18. Juli: Jean Negulesco, rumänischer Regisseur (* 1900)
- 19. Juli: Szymon Goldberg, US-amerikanischer Dirigent und Violinist (* 1909)
- 19. Juli: Gordon Gray, Erzbischof von Edinburgh und Kardinal (* 1910)
- 19. Juli: Fred Liewehr, Wiener Kammerschauspieler (* 1909)
- 20. Juli: Jacqueline Lamba, französische Malerin des Abstrakten Expressionismus (* 1910)
- 21. Juli: Richard Tee, US-amerikanischer Pianist, Organist und Arrangeur (* 1943)
- 21. Juli: Paul Müller-Zürich, Schweizer Komponist (* 1898)
- 23. Juli: Otis „Big Smokey“ Smothers, US-amerikanischer Blues-Gitarrist und -Sänger (* 1929)
- 23. Juli: Leslie Thorne, US-amerikanischer Automobilrennfahrer (* 1916)
- 24. Juli: Joe Osmanski, US-amerikanischer American-Football-Spieler (* 1917)
- 25. Juli: Hedwig Jochmus, deutsche Politikerin und MdB (* 1899)
- 25. Juli: Vincent Joseph Schaefer, US-amerikanischer Chemiker und Meteorologe (* 1906)
- 26. Juli: Matthew Ridgway, US-amerikanischer General (* 1895)
- 28. Juli: Stanley Woods, irischer Motorradrennfahrer (* 1903 oder 1904)
- 30. Juli: Edward Raczyński, polnischer Diplomat und Politiker (* 1891)
- 31. Juli: Lola Álvarez Bravo, Mexikanische Fotografin (* 1907)

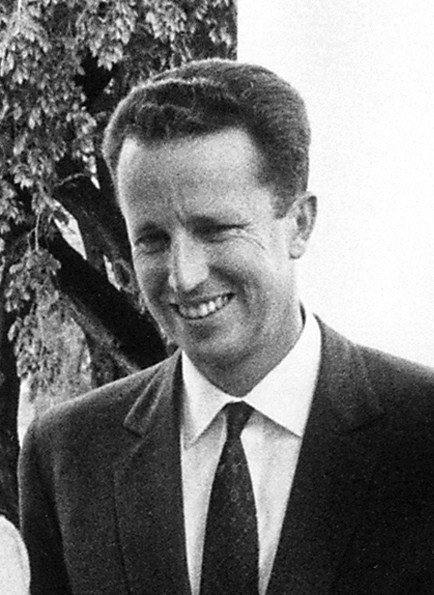
Baudouin I. († 31. Juli)

- 31. Juli: Baudouin I., König der Belgier (* 1930)
- 31. Juli: Bert Hadley, britischer Autorennfahrer (* 1910)

### August
- 01. August: Max Jones, britischer Jazzautor und Journalist (* 1917)
- 01. August: Klaus Oswatitsch, österreichischer Physiker (* 1910)
- 02. August: Guido del Mestri, Kardinal der römisch-katholischen Kirche (* 1911)
- 03. August: Chinmayananda, indischer Lehrer des modernen Hinduismus, Begründer der Chinmaya-Mission (* 1916)
- 04. August: Nesmith Cornett Ankeny, US-amerikanischer Mathematiker (* 1927)
- 05. August: Bob Cooper, US-amerikanischer Musiker (* 1925)
- 07. August: Gerhard Neuser, deutscher Fußballspieler (* 1938)
- 07. August: Kurt Peschel, deutscher Parlamentsstenograph (* 1900)
- 08. August: Jiří Adamíra, tschechischer Schauspieler (* 1926)
- 09. August: Ludwig Gebhard, deutscher Kirchenmusiker, Komponist und Musikpädagoge (* 1907)
- 09. August: Reinhard Kamitz, österreichischer Politiker (* 1907)
- 10. August: Øystein Aarseth, norwegischer Black-Metal-Musiker (* 1968)
- 10. August: Gottlob Auwärter, deutscher Karosseriebauer und Unternehmer (* 1903)
- 10. August: Irene Sharaff, US-amerikanische Kostümbildnerin (* 1910)
- 11. August: Werner Aßmann, deutscher Handballspieler (* 1924)
- 13. August: Helene Jacobs, Widerstandskämpferin gegen den Nationalsozialismus (* 1906)
- 15. August: Jack Austin, britischer Pionier des europäischen Buddhismus (* 1917)
- 15. August: Robert Kempner, deutsch-jüdischer Jurist und Rechtsanwalt (* 1899)
- 16. August: René Dreyfus, französischer Automobilrennfahrer (* 1905)
- 16. August: Stewart Granger, britisch-US-amerikanischer Schauspieler (* 1913)
- 16. August: Héctor Zeoli, argentinischer Organist, Komponist und Musikpädagoge (* 1919)
- 17. August: Hermann Gerstner, deutscher Bibliothekar und Schriftsteller (* 1903)
- 19. August: Jack Bartlett, britischer Unternehmer und Autorennfahrer (* 1904)
- 19. August: Donald William Kerst, US-amerikanischer Physiker (* 1911)
- 19. August: Hans Lebert, österreichischer Schriftsteller und Opernsänger (* 1919)
- 19. August: Fritz Pirkl, deutscher Politiker (* 1925)
- 20. August: Friedrich Meyer, Komponist, Arrangeur und Bandleader (* 1915)
- 22. August: Dinmuhamed Achmedowitsch Kunajew, sowjetischer Politiker (* 1912)
- 24. August: Georges Mercure, kanadischer Benediktinermönch, Organist, Chorleiter und Komponist (* 1905)
- 26. August: Karl Bewerunge, deutscher Politiker, MdB (* 1913)
- 26. August: Thaddäus Schwabl, österreichischer Skirennläufer (* 1917)
- 28. August: Edward P. Thompson, britischer Historiker, Sozialist und Friedensaktivist (* 1924)
- 29. August: Roger McCluskey, US-amerikanischer Autorennfahrer (* 1930)
- 30. August: Richard Jordan, US-amerikanischer Schauspieler (* 1937)
- 30. August: Rudolph Schmitt, deutscher Klarinettist (* 1900)
- 31. August: Siegfried Schürenberg, deutscher Schauspieler und Synchronsprecher (* 1900)

### September
- 01. September: Fritz Cremer, deutscher Bildhauer und Vizepräsident der Akademie der Künste der DDR (* 1906)
- 02. September: Joana Maria Gorvin, deutsche Theaterschauspielerin (* 1922)
- 04. September: Baltasar Lobo, spanischer Bildhauer und Zeichner (* 1910)
- 04. September: Hervé Villechaize, französischer Schauspieler (* 1943)
- 10. September: Theodor Maunz, deutscher Verwaltungsrechtler (* 1901)
- 11. September: Luis Antonio Escobar, kolumbianischer Komponist und Musikwissenschaftler (* 1925)
- 11. September: Erich Leinsdorf, österreichisch-US-amerikanischer Dirigent (* 1912)
- 11. September: Mary Jane Reoch, US-amerikanische Radrennfahrerin (* 1945)
- 12. September: Raymond Burr, Theater-, Fernseh- und Filmschauspieler (* 1917)
- 12. September: Richard Germer, deutscher Volkssänger und Komponist (* 1900)
- 12. September: William Joseph „Willie“ Mosconi, US-amerikanischer Poolbillard-Spieler (* 1913)
- 12. September: Werner Niefer, deutscher Industriemanager (* 1928)
- 13. September: Christoph Delz, Schweizer Komponist und Pianist (* 1950)
- 15. September: Kurt Hanke, deutscher Journalist (* 1914)
- 15. September: Wilhelm Wöste, deutscher Theologe, Weihbischof in Münster (* 1911)
- 16. September: Rok Petrovič, slowenischer Skirennläufer (* 1966)
- 17. September: Baligh Hamdi, ägyptischer Komponist (* 1932)
- 19. September: Helen Douglas Adam, schottisch-US-amerikanische Dichterin und Künstlerin (* 1909)
- 19. September: András Mihály, ungarischer Komponist (* 1917)
- 20. September: Erich Hartmann, deutscher Luftwaffenoffizier und Jagdflieger (* 1922)
- 20. September: Zita Johann, US-amerikanische Theaterdarstellerin und Schauspielerin (* 1904)
- 22. September: Niklaus Meienberg, Schweizer Schriftsteller und investigativer Journalist (* 1940)
- 22. September: Maurice Abravanel, US-amerikanischer Dirigent (* 1903)
- 24. September: Ian Stuart Donaldson, Sänger der neonazistischen Skinband Skrewdriver (* 1957)
- 24. September: Bruno Pontecorvo, italienisch-russischer Physiker (* 1913)
- 24. September: Fritz Logemann, deutscher Politiker (* 1907)
- 25. September: Charlotte Prinz, deutsche Malerin (* 1904)
- 25. September: Manlio Scopigno, italienischer Fußballspieler und -trainer (* 1925)
- 27. September: James H. Doolittle, US-amerikanischer General (* 1896)
- 29. September: Tatjana Gsovsky, russische Balletttänzerin und Choreografin (* 1901)
- 30. September: Jenny Aloni, deutsch-israelische Schriftstellerin (* 1917)
- 30. September: Alfred Baum, Schweizer Komponist, Pianist und Organist (* 1904)
- 30. September: Hans Jönsson, deutscher Film-, Fernseh- und Hörspielkomponist (* 1913)

### Oktober

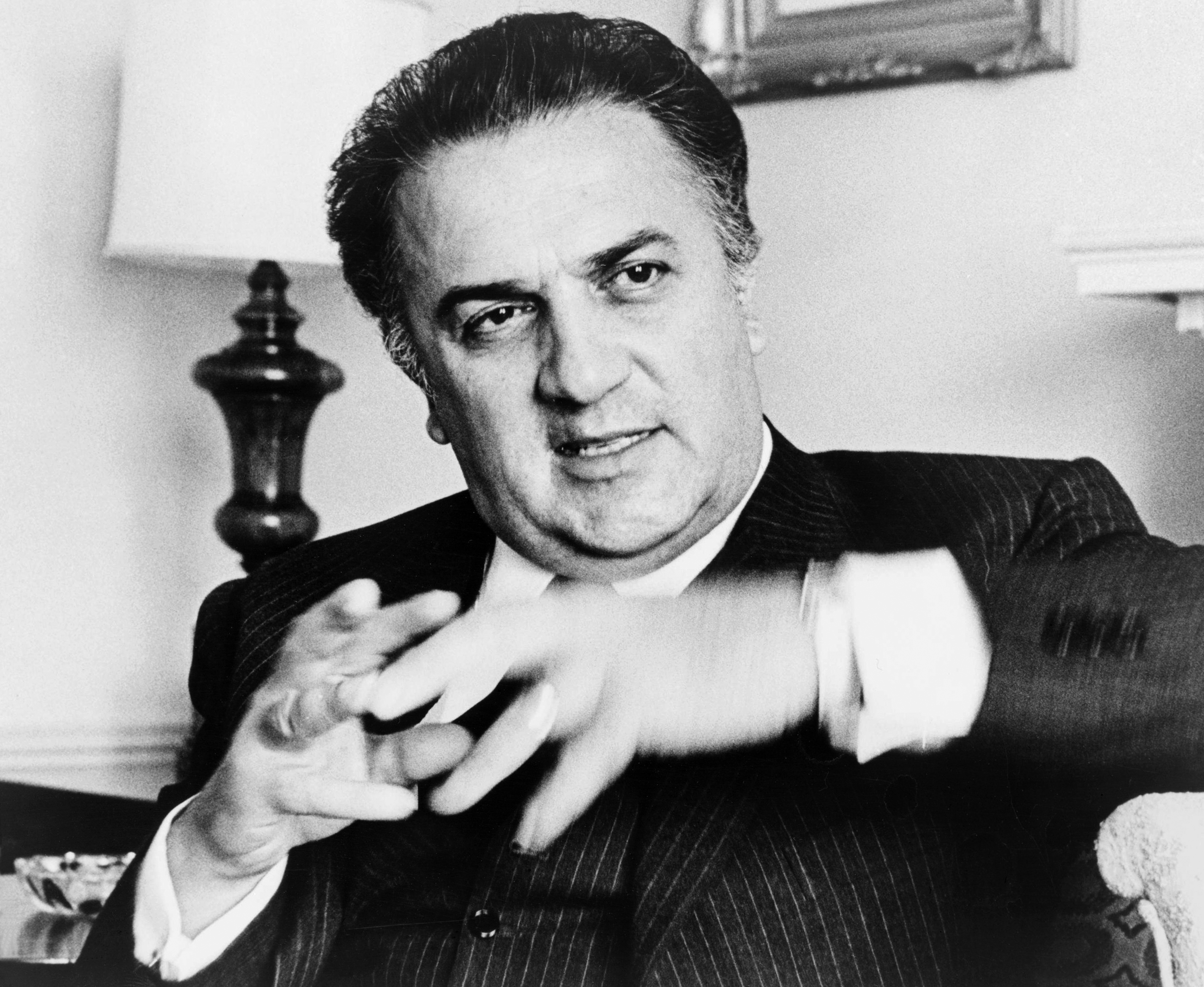
Federico Fellini († 31. Oktober)

- 02. Oktober: Ahmed Abdul-Malik, US-amerikanischer Jazzmusiker (* 1927)
- 03. Oktober: Gary Ivan Gordon, US-amerikanischer Soldat (* 1960)
- 03. Oktober: Randall Shughart, US-amerikanischer Soldat (* 1958)
- 04. Oktober: Varetta Dillard, US-amerikanische Rhythm-and-Blues-Sängerin (* 1933)
- 05. Oktober: Francesco Carpino, Erzbischof von Palermo und ein Kardinal (* 1905)
- 06. Oktober: Victor Razafimahatratra, Erzbischof von Antananarivo und Kardinal (* 1921)
- 06. Oktober: Robert Rompe, deutscher Physiker und Politiker (* 1905)
- 07. Oktober: Andrej Lettrich, slowakischer Regisseur und Drehbuchautor (* 1922)
- 07. Oktober: Hans Liebherr, deutscher Unternehmer (* 1915)
- 07. Oktober: Alexis Scamoni, deutscher Forst- und Jagdwissenschaftler (* 1911)
- 08. Oktober: Bruno Balscheit, Schweizer evangelischer Geistlicher und Hochschullehrer (* 1910)
- 08. Oktober: Alfred Toepfer, deutscher Unternehmer (* 1894)
- 09. Oktober: Angelo Guatta, italienischer Autorennfahrer (* 1907)
- 10. Oktober: Absalon, israelischer Installationskünstler, Videokünstler und Bildhauer (* 1964)
- 11. Oktober: Yvar Mikhashoff, US-amerikanischer Pianist (* 1941)
- 12. Oktober: Leon Ames, US-amerikanischer Schauspieler (* 1902)
- 16. Oktober: Paolo Bortoluzzi, italienischer Tänzer (* 1938)
- 16. Oktober: Sylvère Caffot, französischer Komponist (* 1903)
- 17. Oktober: Helmut Gollwitzer, evangelischer Theologe und Schriftsteller (* 1908)
- 17. Oktober: Criss Oliva, US-amerikanischer Gitarrist (* 1963)
- 18. Oktober: Peter Haasen, deutscher Physiker (* 1927)
- 21. Oktober: Melchior Ndadaye, burundischer Politiker (* 1953)
- 22. Oktober: Friedrich Dickel, Minister des Inneren der DDR (* 1913)
- 22. Oktober: Adolf-Henning Frucht, deutscher Arzt und Physiologe (* 1913)
- 24. Oktober: Heinz Kubsch, deutscher Fußballspieler (* 1930)
- 26. Oktober: Harold Rome, US-amerikanischer Komponist und Texter (* 1908)
- 29. Oktober: John William Brown, US-amerikanischer Politiker (* 1913)
- 29. Oktober: Stanisław Marusarz, polnischer Skisportler (* 1913)
- 30. Oktober: Bob Atcher, US-amerikanischer Country-Sänger (* 1914)
- 30. Oktober: Pasquale Brumann, Schweizer Pfadfinderin (* 1973)
- 30. Oktober: Paul Grégoire, Erzbischof von Montréal und Kardinal (* 1911)
- 31. Oktober: Federico Fellini, italienischer Filmemacher und Regisseur (* 1920)

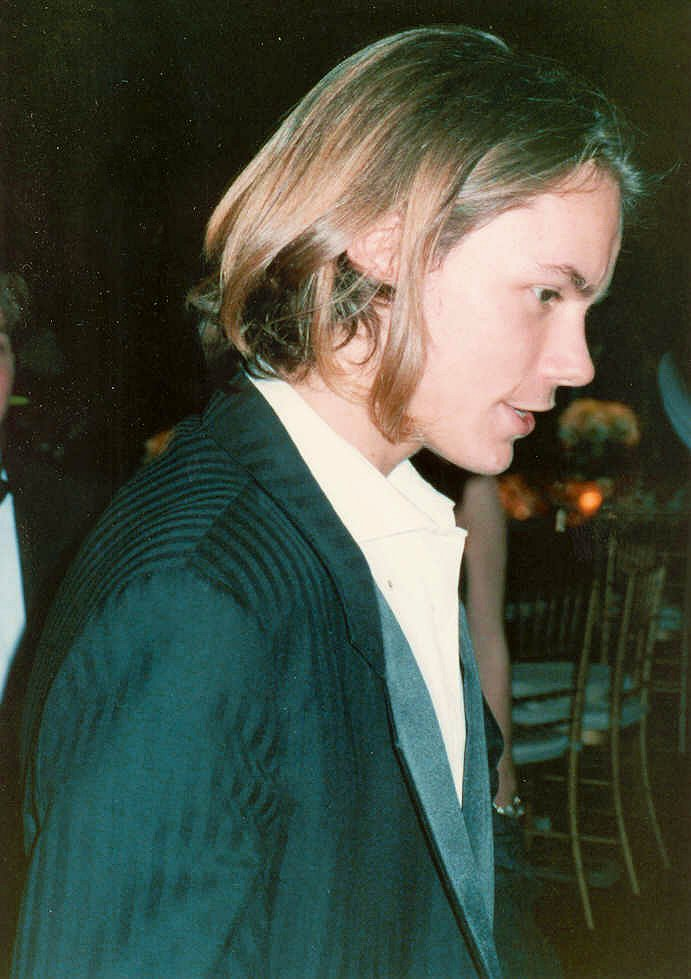
River Phoenix, 1989

- 31. Oktober: River Phoenix, US-amerikanischer Schauspieler und Musiker (* 1970)

### November
- 01. November: Georges Dancigers, russisch-französischer Filmproduzent (* 1908)
- 01. November: Severo Ochoa, spanisch-US-amerikanischer Biochemiker und Nobelpreisträger (* 1905)
- 03. November: Leon Theremin, sowjetischer Physiker und Musiker (* 1896)
- 04. November: Werner Mohr, deutscher Tropenmediziner und Hochschullehrer (* 1910)
- 05. November: Mario Cecchi Gori, italienischer Filmproduzent (* 1920)
- 06. November: Torsten Fenslau, Disc Jockey und Musikproduzent (* 1964)
- 07. November: Charles Aidman, US-amerikanischer Schauspieler (* 1925)
- 09. November: Ross Andru, US-amerikanischer Comiczeichner und Verlagsredakteur (* 1927)
- 09. November: Bernd Ziskofen, Persönlichkeit in der Geschichte des Rallycross (* 1942)
- 11. November: Carl Andrießen, deutscher Drehbuchautor, Satiriker und Kritiker (* 1925)
- 11. November: Lisa De Leeuw, US-amerikanische Pornodarstellerin (* 1958)
- 11. November: Olavi Pesonen, finnischer Komponist (* 1909)
- 12. November: Harry Robbins Haldeman, Stabschef des Weißen Hauses unter Präsident Nixon (* 1926)
- 14. November: Nosaka Sanzō, japanischer Politiker (* 1892)
- 15. November: Luciano Liggio, ein mächtiger sizilianischer Mafioso (* 1925)
- 15. November: Leocadio Vizcarrondo, puerto-ricanischer Musiker, Arrangeur und Komponist (* 1906)
- 16. November: Lucia Popp (Lucia Poppová), slowakische Opernsängerin (* 1939)
- 17. November: Otto Knoch, deutscher Theologe, Priester und Hochschullehrer (* 1926)
- 18. November: Fritz Feld, deutsch-amerikanischer Schauspieler (* 1900)
- 18. November: Arvid Fladmoe, norwegischer Geiger, Dirigent und Musikpädagoge (* 1915)
- 19. November: Kenneth Burke, US-amerikanischer Schriftsteller, Philosoph (* 1897)
- 20. November: Emile Ardolino, US-amerikanischer Filmregisseur, Filmproduzent und Theaterschauspieler (* 1943)
- 21. November: Bill Bixby, US-amerikanischer Schauspieler (* 1934)
- 21. November: Bruno Rossi, Astrophysiker (* 1905)
- 22. November: Hans Max von Aufseß, deutscher Schriftsteller (* 1905)
- 22. November: Anthony Burgess, Schriftsteller (* 1917)
- 22. November: Karl Scheit, österreichischer Gitarrist, Lautenist und Musikpädagoge (* 1909)
- 24. November: Albert Collins, US-amerikanischer Blues-Gitarrist und Sänger (* 1932)
- 27. November: Guido Masetti, italienischer Fußballspieler (* 1907)
- 28. November: Monroe Abbey, kanadischer Rechtsanwalt (* 1904)
- 28. November: Eilif Armand, norwegischer Schauspieler, Lyriker und Literaturkritiker (* 1921)
- 28. November: Rudolf Keller, deutscher Schachspieler (* 1917)
- 28. November: Hans-Hellmuth Qualen, Finanzminister von Schleswig-Holstein (* 1907)
- 28. November: Camillo Togni, italienischer Komponist, Pianist und Musikpädagoge (* 1922)

### Dezember
- 02. Dezember: Pablo Escobar, kolumbianischer Drogenhändler (* 1949)
- 04. Dezember: Margaret Landon, US-amerikanische Schriftstellerin (* 1903)
- 04. Dezember: Frank Sturgis, US-amerikanischer Einbrecher in der Watergate-Affäre (* 1924)
- 04. Dezember: Frank Zappa, US-amerikanischer Komponist, Musiker (* 1940) Frank Zappa († 4. Dezember)

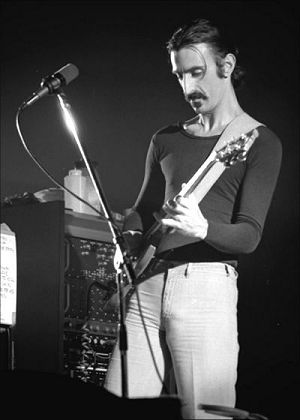
Frank Zappa († 4. Dezember)

- 05. Dezember: Robert Ochsenfeld, deutscher Physiker (* 1901)
- 06. Dezember: Don Ameche, US-amerikanischer Schauspieler (* 1908)
- 07. Dezember: Félix Houphouët-Boigny, erster Präsident der Côte d’Ivoire (* 1905) Félix Houphouët-Boigny († 7. Dezember)

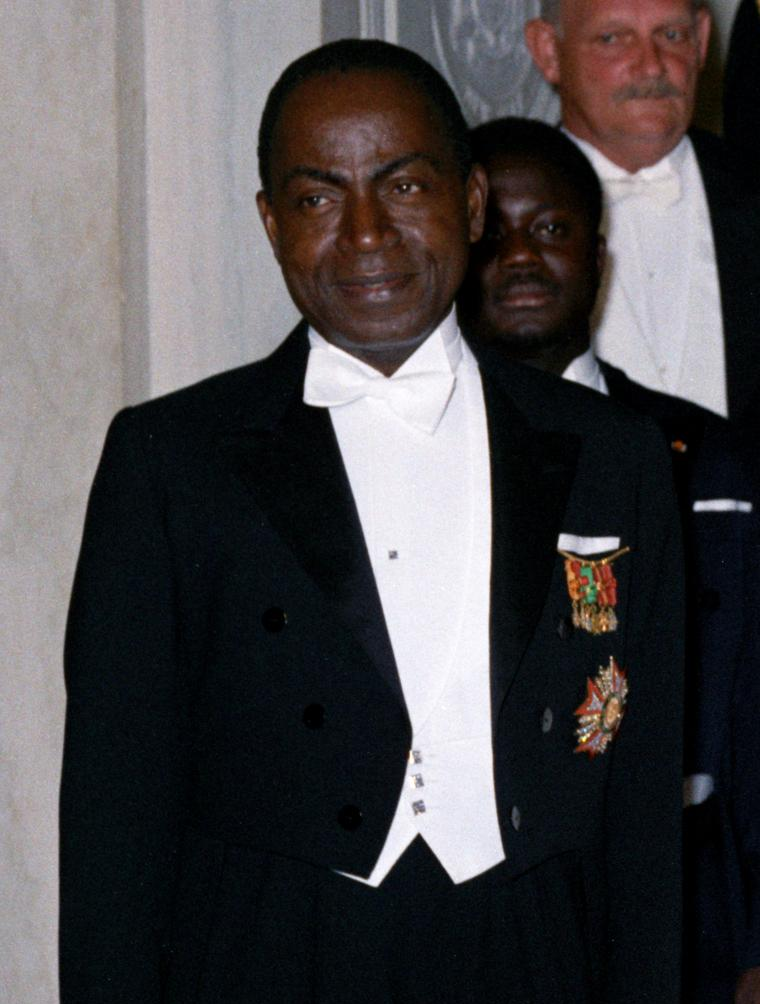
Félix Houphouët-Boigny († 7. Dezember)

- 07. Dezember: Wolfgang Paul, deutscher Physiker und Nobelpreisträger (* 1913)
- 07. Dezember: Robert Taft junior, US-amerikanischer Politiker (* 1917)
- 08. Dezember: Carl Damm, deutscher Politiker und MdB (* 1927)
- 08. Dezember: Paul Mebus, deutscher Fußballspieler (* 1920)
- 09. Dezember: Carter Jefferson, US-amerikanischer Jazz-Saxophonist (* 1945)
- 09. Dezember: Alexander Koblenz, lettischer Schachspieler, Schachtrainer und Schachjournalist (* 1916)
- 11. Dezember: Raymond Gary, US-amerikanischer Politiker (* 1908)
- 11. Dezember: Karl-Theodor Molinari, deutscher Offizier (* 1915)
- 11. Dezember: Klaus Nonnenmann, deutscher Schriftsteller (* 1922)
- 12. Dezember: József Antall, ungarischer Politiker, Ministerpräsident seit 1990 (* 1932)
- 12. Dezember: Fritz Bock, österreichischer Politiker; Mitbegründer der ÖVP (* 1911)
- 12. Dezember: Eitelfriedrich Thom, deutscher Dirigent und Musikwissenschaftler (* 1933)
- 13. Dezember: Kenneth Bliss Anderson, US-amerikanischer Drehbuchautor und Animator (* 1909)
- 14. Dezember: Silvina Ocampo Aguirre, argentinische Schriftstellerin und Übersetzerin (* 1903)
- 16. Dezember: Tanaka Kakuei, 64. und 65. Premierminister Japans (* 1918)
- 18. Dezember: Joseph H. Ball, US-amerikanischer Politiker (* 1905)
- 18. Dezember: Joe Carstairs, britische Unternehmerin, gesellschaftliche Persönlichkeit und Motorbootrennfahrerin (* 1900)
- 18. Dezember: Helm Glöckler, deutscher Automobilrennfahrer (* 1909)
- 19. Dezember: Wallace F. Bennett, US-amerikanischer Politiker (* 1898)
- 19. Dezember: Michael Clarke, US-amerikanischer Schlagzeuger (* 1946)
- 20. Dezember: William Edwards Deming, US-amerikanischer Physiker und Wirtschaftspionier (* 1900)
- 21. Dezember: Carlos Posada Amador, kolumbianischer Komponist und Musikpädagoge (* 1908)
- 23. Dezember: John Nelson, britischer Generalmajor (* 1912)
- 24. Dezember: Pierre Auger, französischer Physiker (* 1899)
- 26. Dezember: Ray Bray, US-amerikanischer American-Football-Spieler (* 1917)
- 26. Dezember: Max Thürkauf, Schweizer Naturwissenschaftler und Philosoph (* 1925)
- 27. Dezember: Meliton Kantaria, sowjetischer Soldat (* 1920)
- 28. Dezember: William Nelson Austin, US-amerikanischer Filmeditor (* 1903)
- 28. Dezember: Howard Caine, US-amerikanischer Schauspieler (* 1926)
- 28. Dezember: William L. Shirer, US-amerikanischer Schriftsteller, Journalist und Historiker (* 1904)
- 29. Dezember: Axel Corti, österreichischer Regisseur (* 1933)
- 29. Dezember: Yvonne Desportes, französische Komponistin (* 1907)
- 29. Dezember: Frunsik Mkrtschjan, sowjetischer Theater- und Filmschauspieler (* 1930)
- 29. Dezember: Grete Thiele, deutsche Politikerin (* 1913)
- 30. Dezember: Giuseppe Occhialini, italienischer Physiker (* 1907)
- 31. Dezember: Swiad Gamsachurdia, georgischer Dissident und Staatspräsident (* 1939)
- 31. Dezember: Brandon Teena, Mordopfer auf Grund seiner Transgender-Identität (* 1972)
- 00. Dezember: Annemarie Sörensen, deutsche Schauspielerin (* 1913)

### Datum unbekannt
- N. R. Acharya, indischer Filmregisseur und -produzent (* 1909)
- Abdullah Afeef Didi, maledivischer Übersetzer und Politiker (* 1916)
- Arthur Apelt, deutscher Dirigent und Generalmusikdirektor (* 1907)
- Erkki Aro, finnischer Orientierungsläufer (* 1916)
- Tömöriin Artag, mongolischer Ringer (* 1943)
- Wilhelm Maria Ernst Hans Eugen Leo von Aulock, deutscher Ministerialbeamter (* 1900)

## Wissenschaftspreise

### Nobelpreise
- Physik: Russell A. Hulse und Joseph H. Taylor Jr.
- Chemie: Kary Mullis und Michael Smith
- Medizin: Richard John Roberts und Phillip A. Sharp
- Literatur: Toni Morrison
- Friedensnobelpreis: Nelson Mandela und Frederik Willem de Klerk
- Wirtschaftswissenschaft: Robert Fogel und Douglass North

### Turing Award
- Juris Hartmanis und Richard E. Stearns, für die Begründung der Komplexitätstheorie mit dem Paper On the Computational Complexity of Algorithms.